# Palacio Real de Madrid

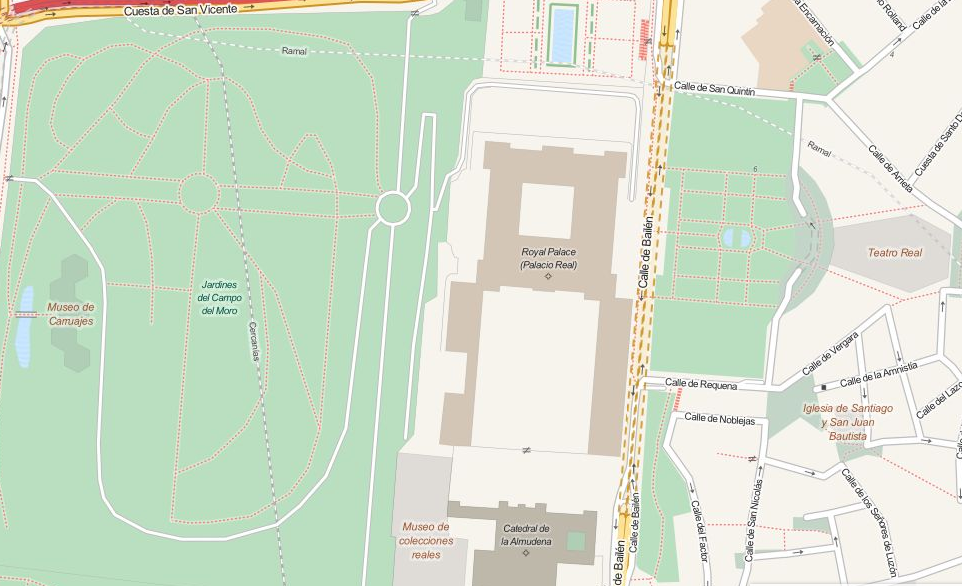
Mapa del entorno. Al oeste los jardines del Campo del Moro, al este la plaza de Oriente, al sur la catedral de la Almudena y al norte los jardines de Sabatini

El Palacio Real de Madrid es la residencia oficial del rey de España; no obstante, la familia real no habita en él, sino en el Palacio de la Zarzuela, por lo que es utilizado para ceremonias de Estado y actos solemnes.
Con una extensión de 135 000 m² y 3418 habitaciones (casi el doble que el Palacio de Buckingham o el Palacio de Versalles), es el palacio real más grande de Europa Occidental y uno de los más grandes del mundo. Alberga un valioso patrimonio histórico-artístico, destacando el conjunto de instrumentos musicales conocido como los Stradivarius Palatinos, y colecciones muy relevantes de otras disciplinas como pintura, escultura y tapicería. Las salas de Estado y las colecciones artísticas están abiertas a las visitas siempre que no haya actos oficiales.
Desde la dictadura de Francisco Franco también se le conoce con el sobrenombre de Palacio de Oriente, a pesar de estar situado en la parte más occidental de Madrid, debido a su ubicación en la plaza de Oriente, llamada así al estar situada al este del palacio. A eje con el palacio, y enfrentado, se encuentra al otro extremo de la plaza el Teatro Real.
El palacio fue construido por orden del rey Felipe V, sobre el solar dejado por el Real Alcázar, destruido casi del todo por un incendio en 1734. Tanto los cimientos del antiguo alcázar como alguna de sus estructuras fueron utilizadas para la construcción del nuevo palacio. El episodio del incendio sirvió para justificar la sustitución del viejo edificio por un palacio acorde al gusto de la época. Su construcción comenzó en 1738, según trazas del arquitecto Filippo Juvara, quien proponía un palacio mayor, pero en una ubicación diferente. Al morir Juvara, se encomendó el proyecto a su discípulo Juan Bautista Sachetti, a quien se exigió adaptar los planos de Juvara al solar del antiguo Alcázar. Otros distinguidos arquitectos españoles como Ventura Rodríguez participaron y se formaron en la cantera del nuevo palacio, a él se debe la configuración de la Real Capilla. Francesco Sabatini se encargó de la conclusión del edificio, así como de obras secundarias de reforma, ampliación y decoración. Carlos III fue el primer monarca que habitó de forma continua el palacio.
El último monarca que vivió en palacio fue Alfonso XIII, aunque Manuel Azaña, presidente de la Segunda República, también habitó en el mismo, ocupando las habitaciones que anteriormente había ocupado la reina María Cristina y siendo, por tanto, el último jefe de Estado que lo hizo. Durante ese periodo fue conocido como Palacio Nacional. Todavía hay una sala, al lado de la Real Capilla, que se conoce por el nombre de «despacho de Azaña».
El interior del palacio destaca por su riqueza artística, tanto en lo que se refiere al uso de toda clase de materiales nobles en su construcción como a la decoración de sus salones con obras de arte de todo tipo, como pinturas de artistas de la importancia de Caravaggio, Velázquez, Francisco de Goya y frescos de Corrado Giaquinto, Giovanni Battista Tiepolo o Anton Raphael Mengs. Otras colecciones destacables que se conservan en el edificio son las de la Armería Real, porcelana, relojería, mobiliario y platería. Para facilitar la contemplación del público, algunas de estas piezas se han reubicado en la vecina Galería de las Colecciones Reales. 
Actualmente, el organismo autónomo Patrimonio Nacional, dependiente de la Presidencia del Gobierno a través del Ministerio de la Presidencia, Justicia y Relaciones con las Cortes, gestiona los bienes de titularidad pública puestos al servicio de la Corona, entre ellos el Palacio Real.
En 2023, el Palacio Real recibió más de 1,4 millones de visitantes, siendo uno de los monumentos más visitados de España y uno de los destinos preferidos por los turistas en todo el mundo.

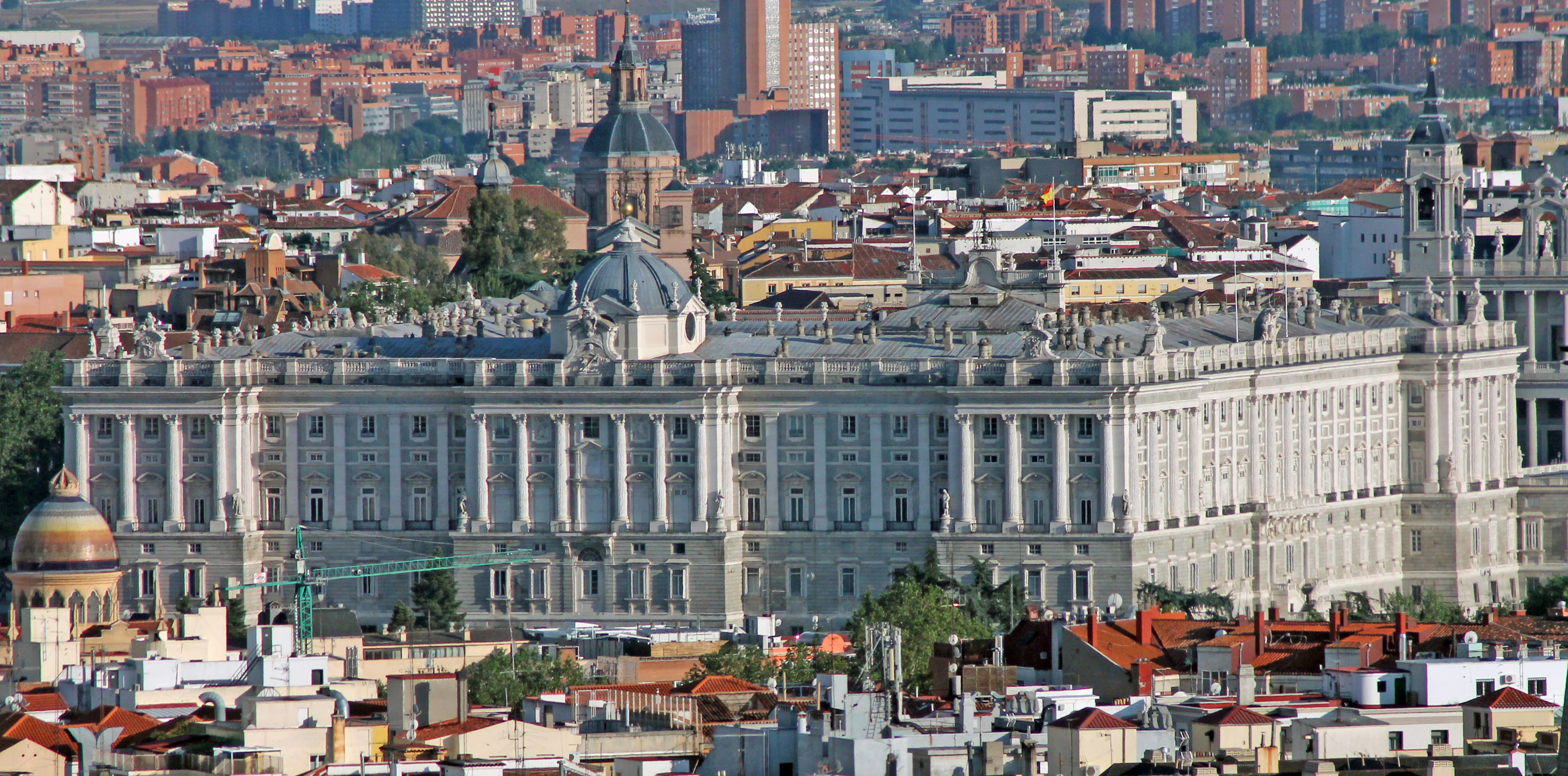
Vista desde el faro de la Moncloa

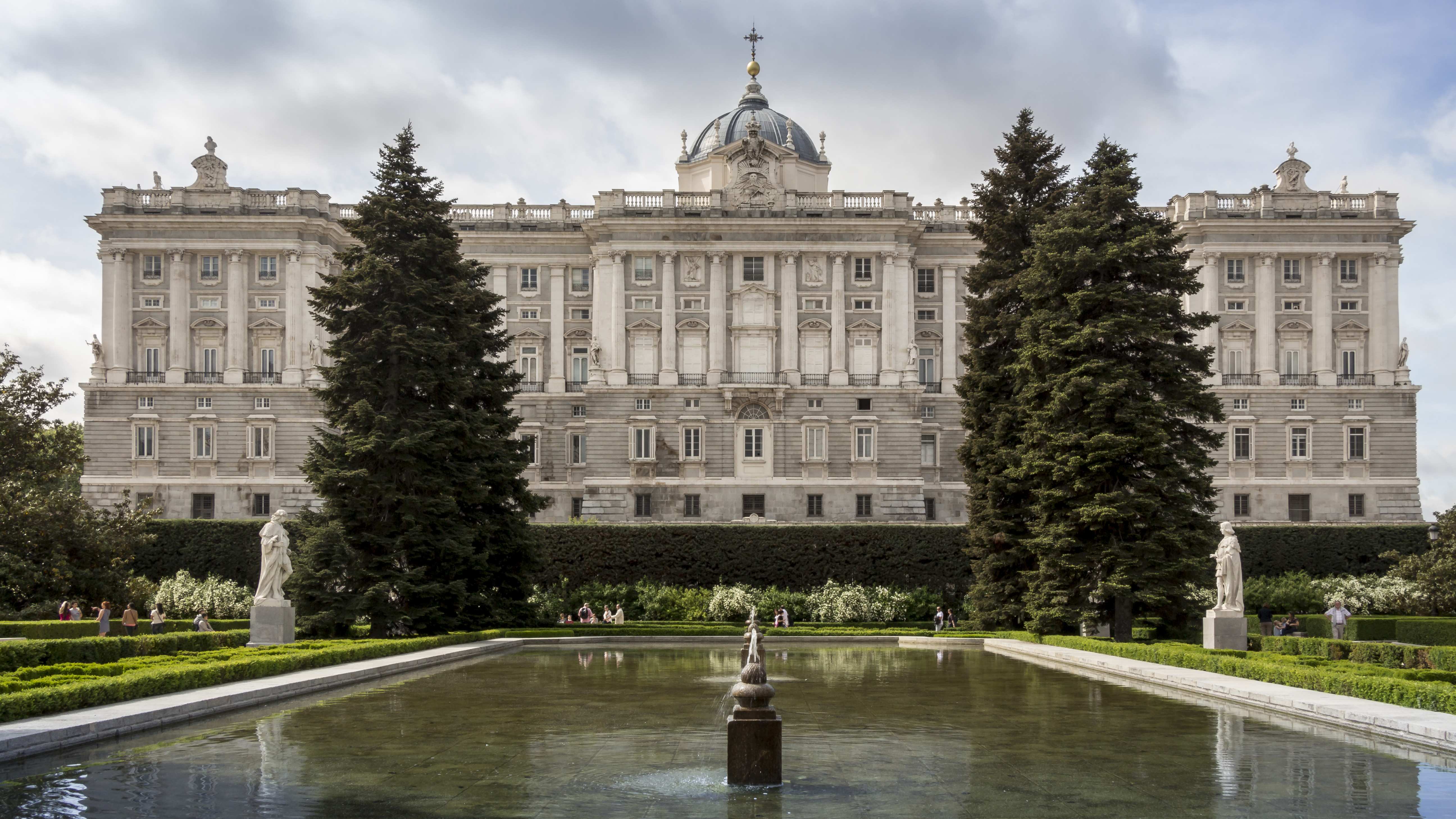
Fachada del palacio hacia los jardines de Sabatini

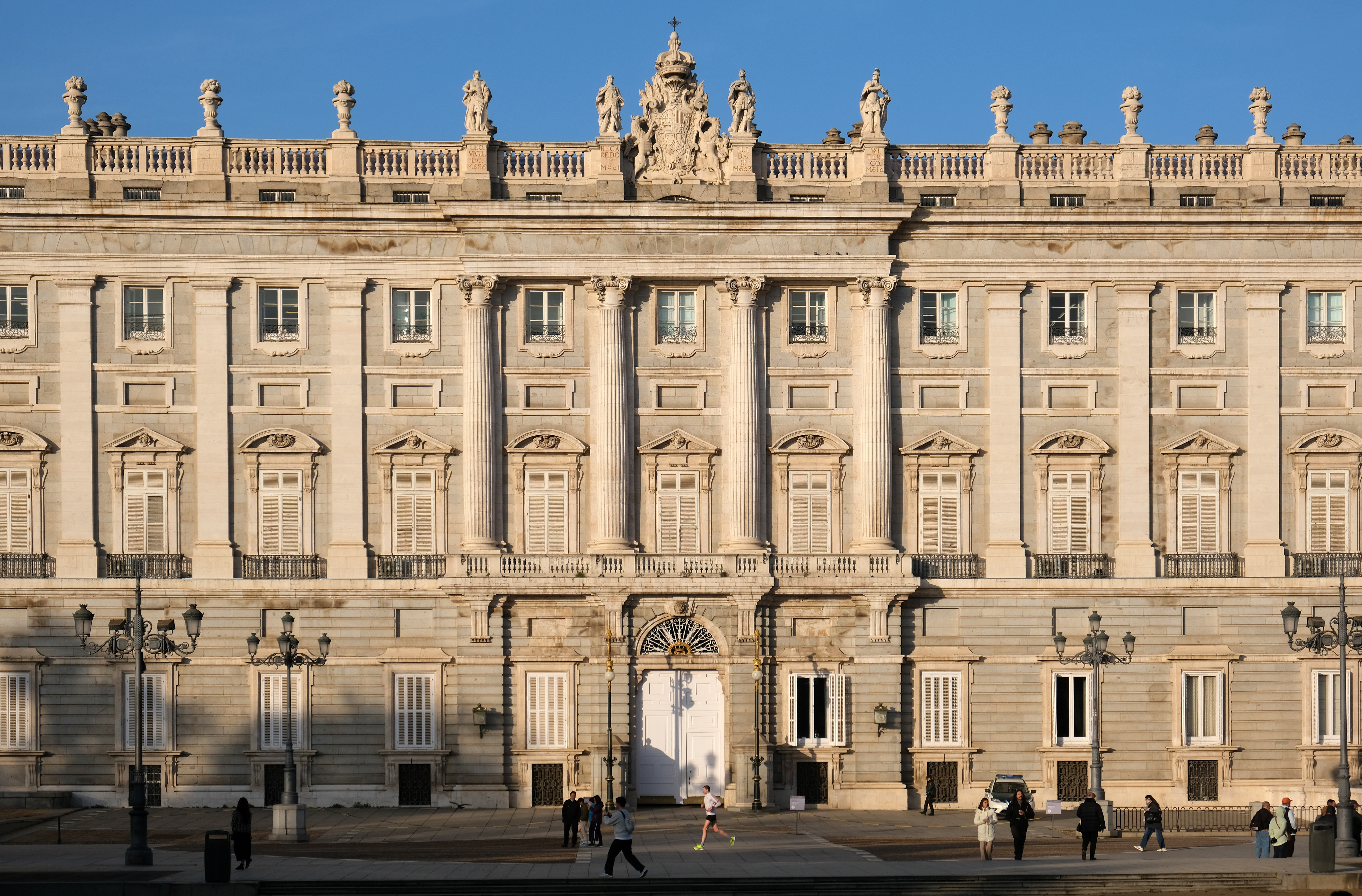
La fachada hacia la plaza de Oriente

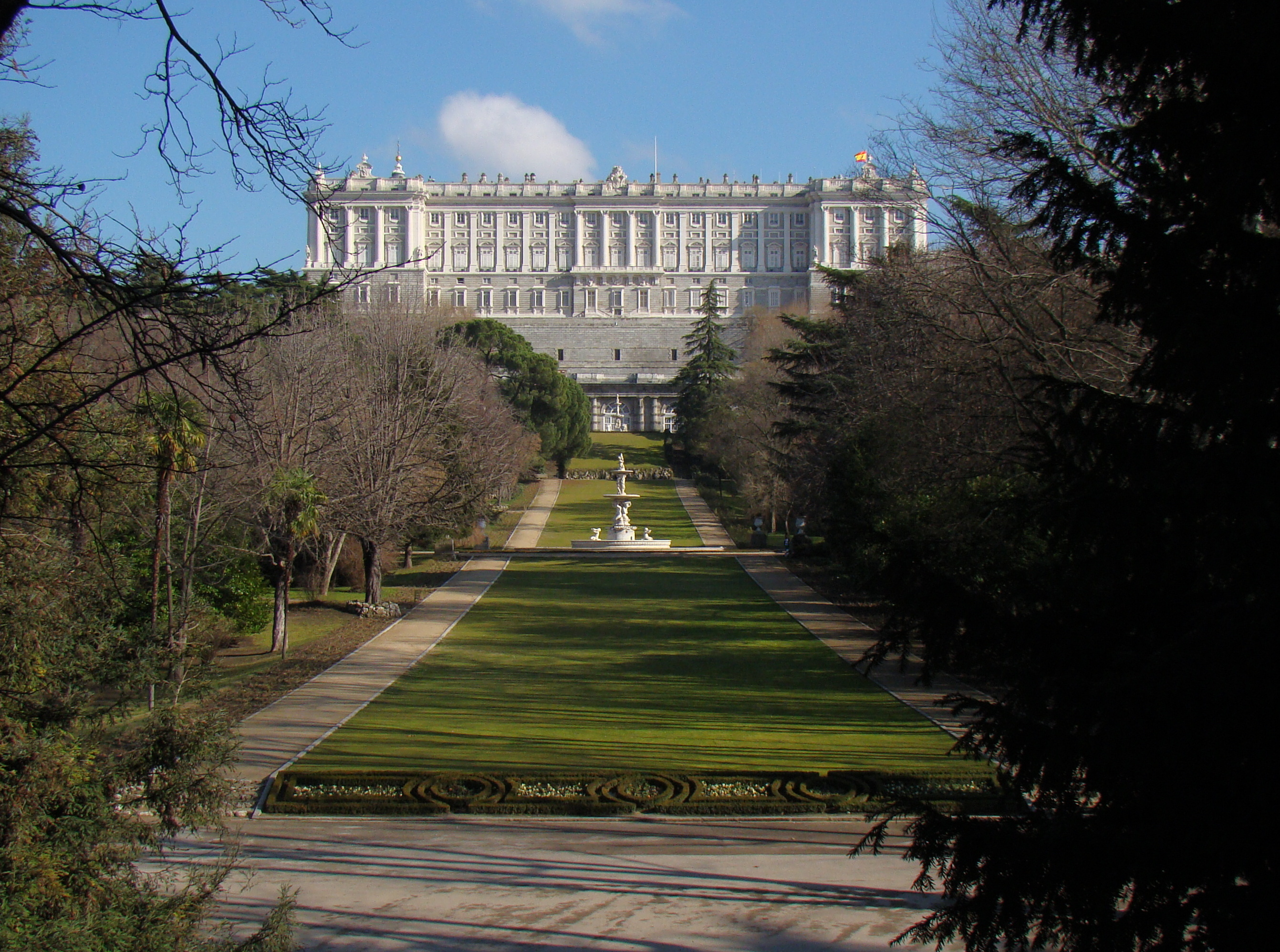
Fachada sobre el Campo del Moro

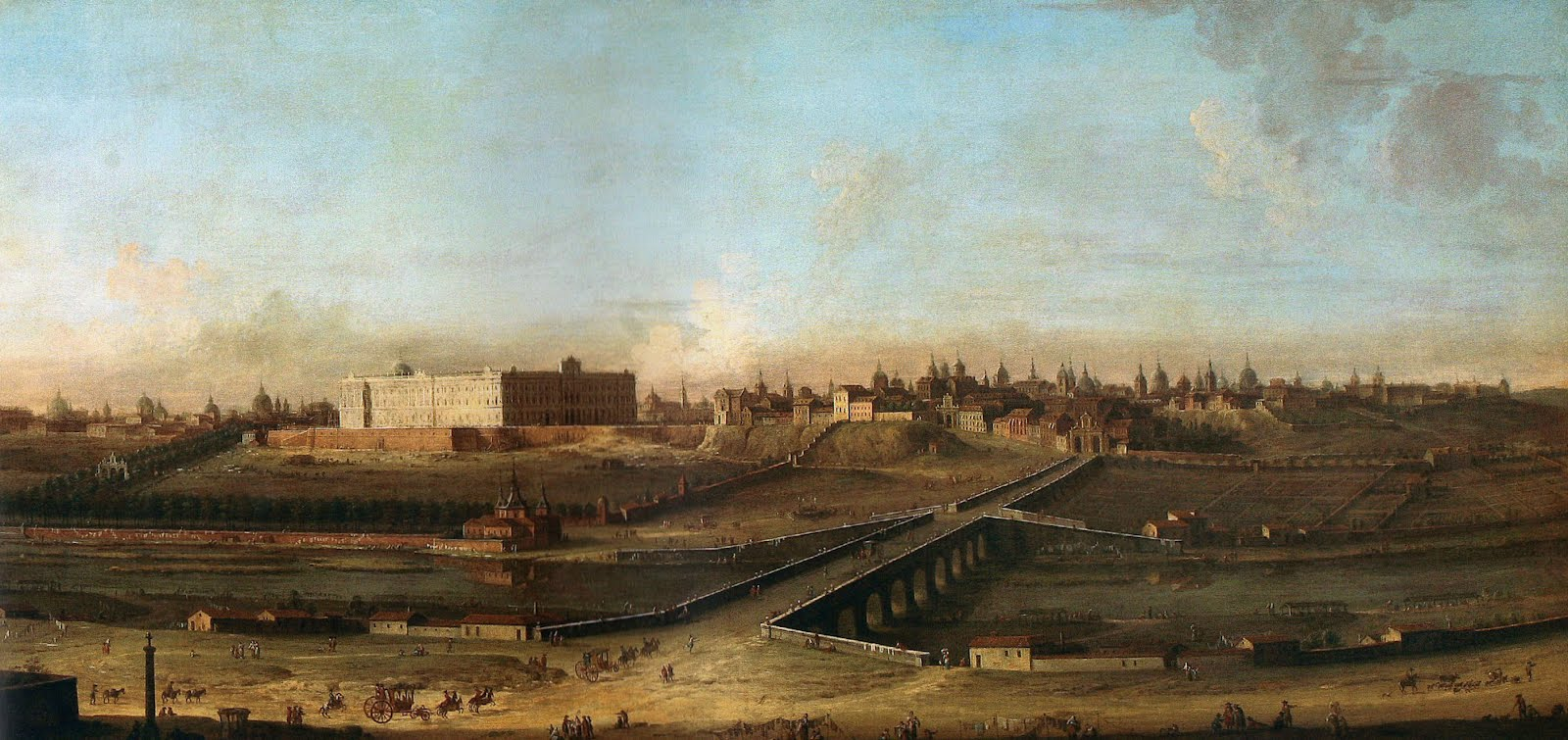
Panorama del Madrid de 1753, con el Palacio Real pintado por Antonio Joli

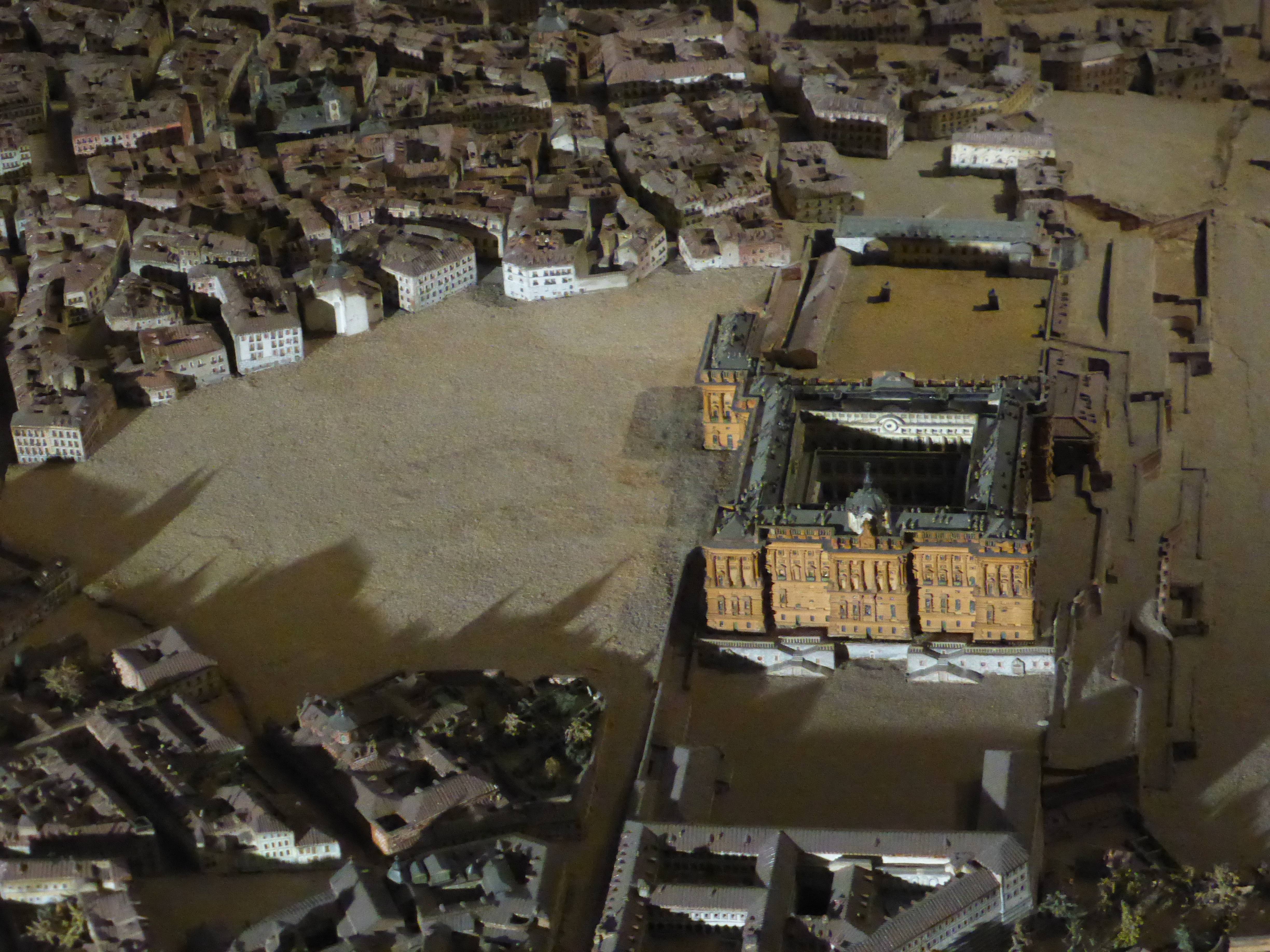
El Palacio Real en 1830, antes de la urbanización de la plaza de Oriente. Modelo de Madrid, de León Gil de Palacio. Museo de Historia de Madrid

## Historia del edificio

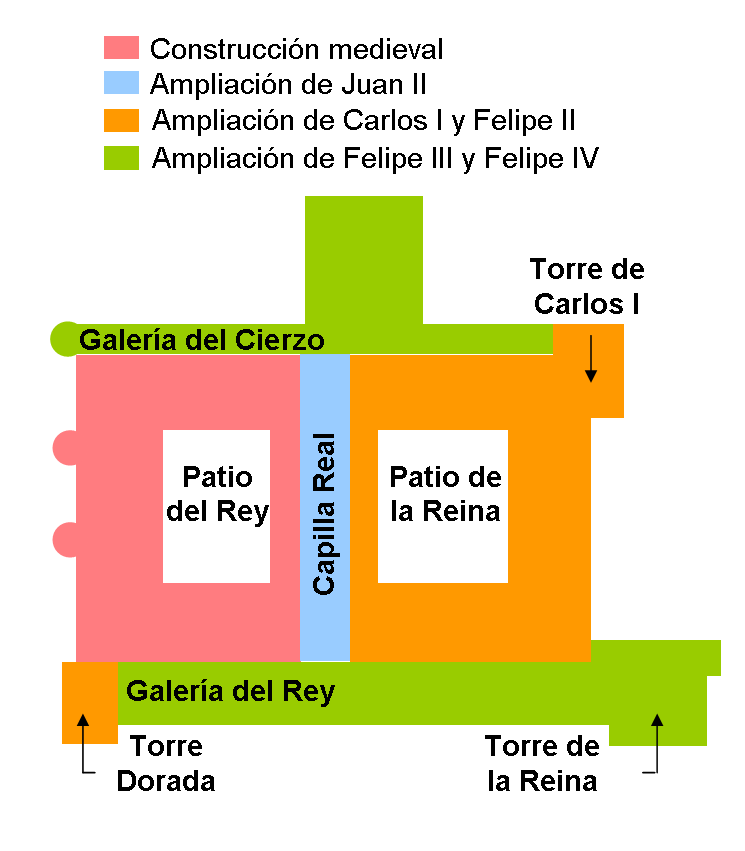
Evolución histórica del Real Alcázar de Madrid

El antecedente directo del Palacio Real fue el Real Alcázar, fortaleza levantada en el mismo solar donde hoy se alza la construcción barroca. Su estructura fue objeto de varias reformas —sobre todo la fachada—, pues el rey Enrique III de Castilla lo convirtió en una de sus más frecuentadas residencias, tras lo que el recinto obtiene el adjetivo de «real». Su hijo Juan II edificó la Capilla Real y varias dependencias. Sin embargo, durante la guerra de Sucesión castellana (1476) las tropas de Juana la Beltraneja fueron sitiadas en el alcázar, lo que ocasionó algunos destrozos en el viejo castillo.
El emperador Carlos I comenzó con reformas en el alcázar, empleando ya una arquitectura renacentista, pero fue realmente Felipe II quien impulsó mayores obras contratando a artistas de Italia, Francia y los Países Bajos. Fue por entonces cuando se construyó la llamada Torre Dorada y la Real Armería, derribada en 1894. Felipe III, Felipe IV y Carlos II continuaron con este proyecto.
Cuando llegó al trono Felipe V de Borbón en 1700 consideró que el antiguo alcázar era demasiado austero y estaba anticuado por lo que acometió nuevas reformas. La reina María Luisa Gabriela de Saboya por su parte y la princesa de los Ursinos redecoraron las estancias al gusto francés. El incendio parcial del Alcázar en la Nochebuena de 1734 fue una buena excusa para demolerlo casi por completo (exceptuando parte de los cimientos y algunas estructuras) y construir un nuevo palacio más acorde al gusto de la época y la nueva dinastía.
La construcción del nuevo palacio se inició en 1738. Para evitar futuros incendios el nuevo palacio sería enteramente de fábrica, con cubiertas abovedadas, limitando el uso de madera únicamente a carpinterías y estructuras de cubierta.

### El palacio barroco
El arquitecto Filippo Juvara, uno de los más destacados de su época, fue el encargado de dirigir los trabajos del nuevo palacio.
El italiano ideó un monumental proyecto de enormes dimensiones, inspirado en los proyectos de Bernini para el Palacio del Louvre de París; el plan de Juvara no llegó a realizarse debido a su repentina muerte. Juan Bautista Sachetti, discípulo de Juvara, fue elegido para continuar la obra de su maestro; planteó una estructura de planta cuadrada, centrada por un gran patio también cuadrado y resolviendo los distintos ángulos con cuerpos salientes, estructura que recordaba tanto el antiguo Alcázar como la tradicional forma palacial española.
Las obras concluyeron en el reinado de Fernando VI. El programa escultórico de la fachada, pensada por el Padre Sarmiento y que contó con la mano de numerosos escultores, consistía en la coronación de la balaustrada superior con las estatuas de todos los reyes de España desde tiempos de los visigodos, así como la instalación de cuatro emperadores romanos flanqueando la portada principal. El programa de Sarmiento, que concebía el Palacio como efigie de la «España Armada» y nuevo Templo de Salomón, fue siendo adaptado sobre la marcha, dada la complejidad y el elevado número de esculturas que requería.

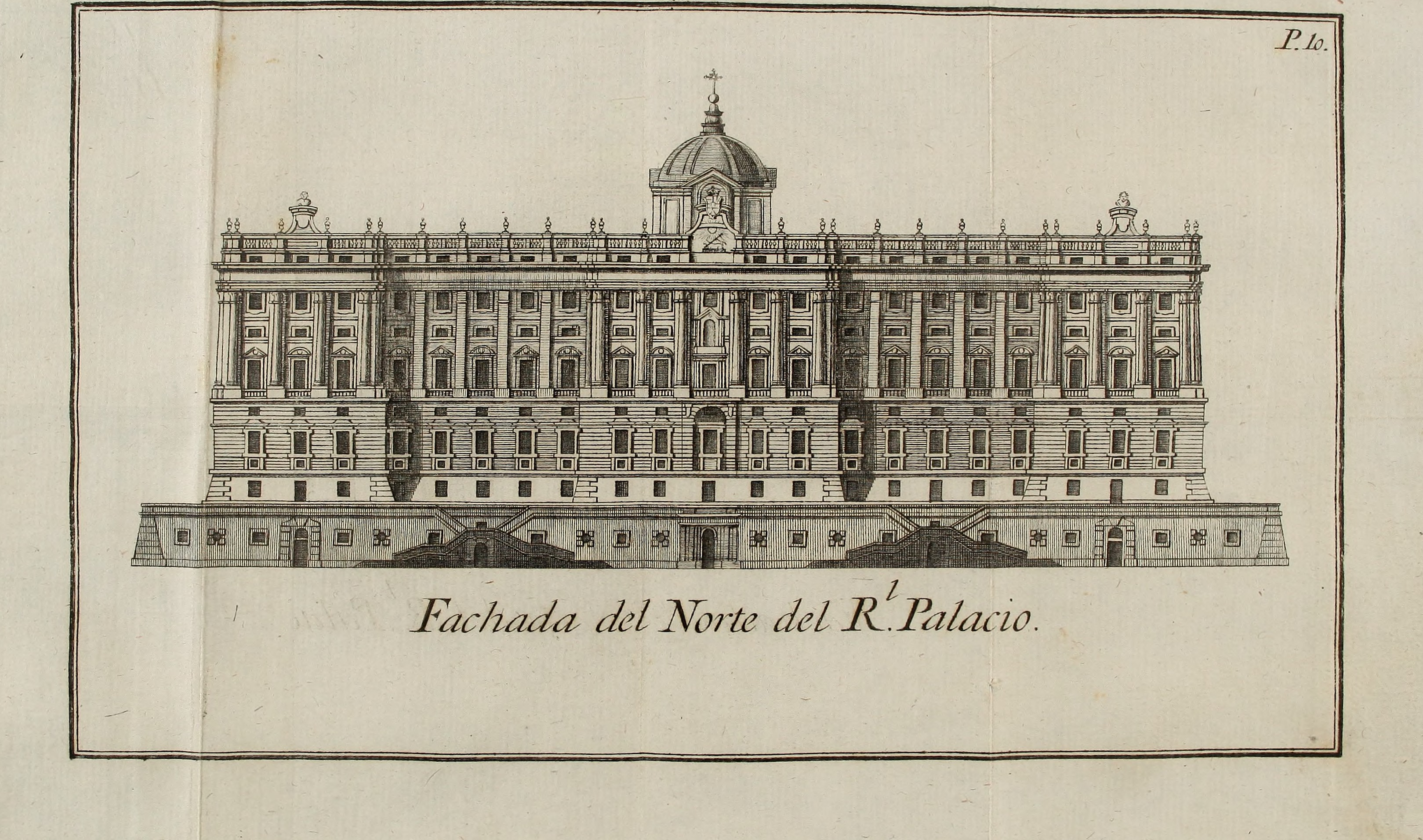
Ilustración de la fachada en el libro Viage de España (1772)

Felipe de Castro y Juan Domingo Olivieri se encargaron, a partir de 1749, de ejecutar la decoración escultórica del Palacio, conforme al programa proporcionado por Sarmiento. Para la serie de noventa y cuatro reyes de España, destinada a coronar la balaustrada, Olivieri y Castro se sirvieron de un elevado número de escultores que trabajaron bajo su dirección, entre ellos Luis Salvador Carmona, Felipe del Corral, Juan de Villanueva Barbales, Alejandro Carnicero, Roberto Michel, Juan Porcel y Juan Pascual de Mena. Para abaratar costes se empleó piedra caliza de Colmenar en lugar de mármol y las estatuas se hicieron en dos piezas. En la fachada principal y sobre el balcón se situaron las estatuas de Felipe V y su esposa, María Luisa de Saboya, que empezaron la construcción del palacio, y Fernando VI con Bárbara de Braganza, que lo terminaron, cuya ejecución se reservaron Olivieri y Castro, correspondiendo a Castro las efigies de los monarcas reinantes.
Un segundo conjunto era el situado en el nivel del piso principal, en el que ya Filippo Juvara había incluido catorce pedestales. Conforme al proyecto de Sarmiento, se incluyeron en él reyes representativos de los reinos de la nación española, incluidos Portugal y América, representada por Moctezuma y Atahualpa, a los que se agregaban los patrones de España y Castilla, Santiago y san Millán. La serie fue adjudicada también a Olivieri y Castro el mismo año 1749 y desmontada con el resto en 1760, aunque algunas de las estatuas han vuelto luego a su lugar original.
Para el frente de la triple portada del mediodía se proyectaron cuatro estatuas colosales de emperadores romanos de cuya ejecución se encargaron personalmente Olivieri y Castro: Arcadio, Trajano, realizadas por Castro, y Teodosio y Honorio, labradas por Olivieri.
Sobre el balcón principal se proyectó un relieve de la «España Armígera», con las figuras de España como matrona armada y Plutón con el cuerno de la abundancia, ejecutado en mármol por Olivieri, quien también proporcionó el modelo para el relieve del ático de la fachada principal.

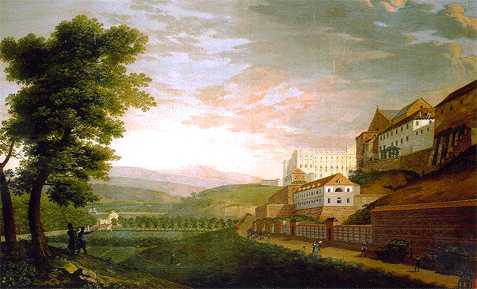
Vista de parte del Real Palacio de la Cuesta de la Vega, por Fernando Brambila (c. 1790-1832). Conservada en la colección del Ministerio de Hacienda.

Carlos III a la muerte de su hermano en Madrid, abandonó el reino de Nápoles, y se instaló en Madrid como nuevo rey de España. La moda, que en Italia avanzaba hacia el nuevo clasicismo, influyó al rey que decidió retirar en 1760 todas las esculturas de la cornisa, que fueron almacenadas hasta que a partir de 1787 comenzaron a distribuirse por distintos jardines y parques españoles. El nutrido conjunto, concebido para ser visto de lejos y alguna vez criticado, presenta un aire barroco «berninesco» con la variedad de posturas y vestimentas. Unos años más tarde, el rey encargó una ampliación del edificio a su arquitecto Francesco Sabatini, que ya dirigía las decoraciones de las habitaciones del Palacio. De esa ampliación solo se llevó a cabo el cuerpo conocido como Ala de San Gil, en el ángulo Sureste.
Carlos IV a la muerte de su padre hizo mover la Escalera Principal de lugar al simétrico opuesto, para no tener que trasladar sus aposentos principescos.
Fernando VII, que estuvo varios años preso en Francia, en el castillo de Valençay, inició una nueva remodelación de la decoración del Palacio en el siglo XIX. El objetivo de esta reforma era convertir el anticuado edificio construido a la italiana en un moderno palacio al estilo francés. Según las malas lenguas, este cambio decorativo propició la fundación del actual Museo del Prado: el rey quería decorar sus salones con colgaduras de seda a la moda francesa, para lo cual retiró numerosos cuadros antiguos, que quedaron almacenados. Sería su esposa Isabel de Braganza quien impulsó la recopilación de muchos cuadros para el futuro museo.
Posteriormente el nieto de Fernando VII, Alfonso XII, siguiendo la tradición de acomodarse al gusto imperante trató de convertir el palacio en una residencia al estilo victoriano. Las obras fueron dirigidas por el arquitecto José Segundo de Lema y consistieron en la transformación de varias habitaciones, la sustitución de pavimentos de mármol por parqué y la adición de mobiliario de la época.
Las restauraciones efectuadas durante la segunda mitad del siglo XX tuvieron que reparar los daños causados durante la Guerra Civil, instalar o reinstalar nuevos conjuntos decorativos y sustituir los entelados de las paredes dañados por reproducciones fieles al original.

## Exterior del palacio

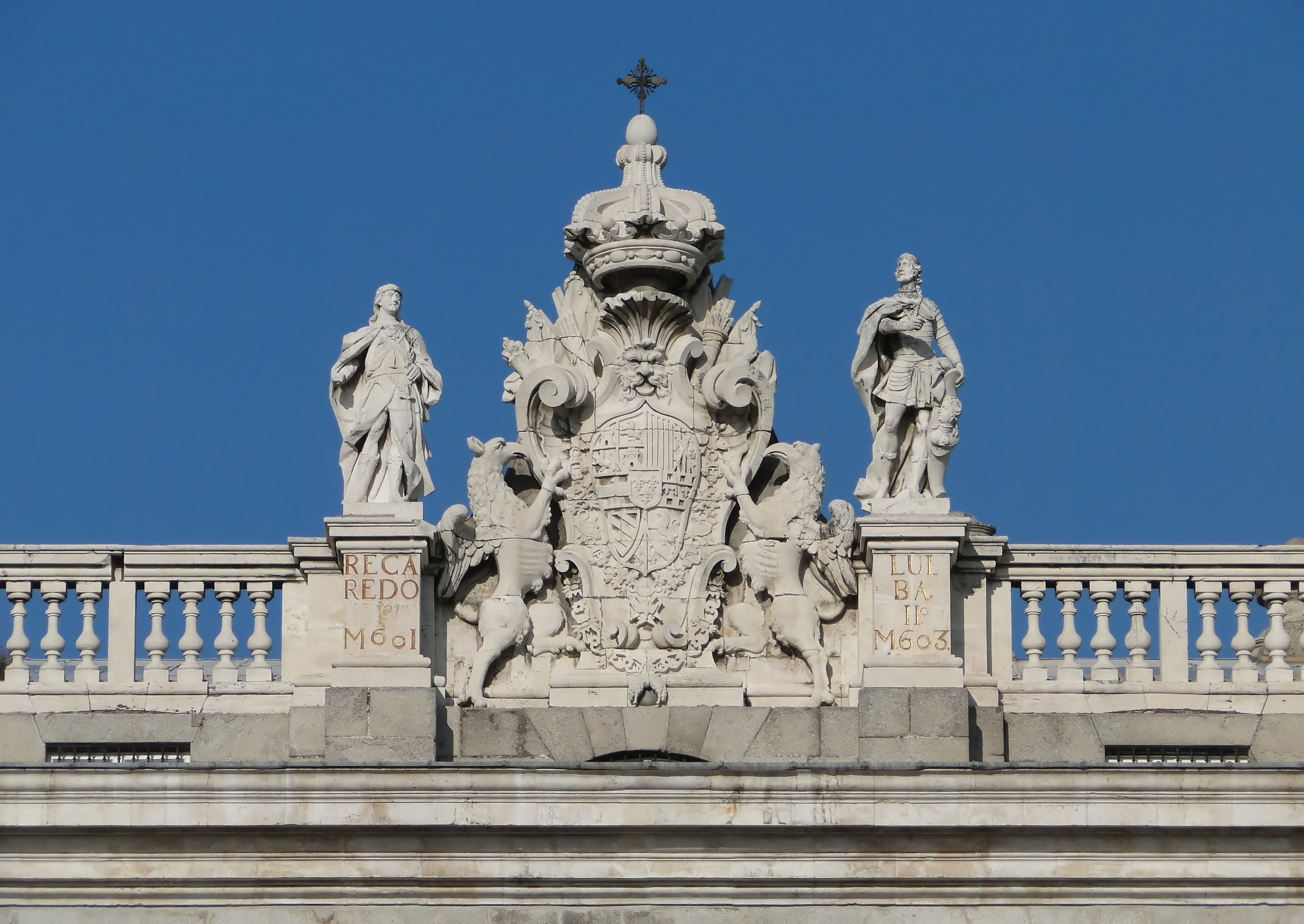
Detalle de la fachada. Recaredo y Liuva II, reyes visigodos, flanquean el Escudo de Felipe V, con los collares de las Órdenes del Toisón de Oro y del Espíritu Santo

El alzado del Palacio se compone de un basamento almohadillado, sobre el que se eleva el cuerpo principal de la construcción, estructurado por pilastras dóricas de orden gigante entre las que se abren ventanas y balcones. Rematando la cornisa del edificio se planificó la imponente balaustrada con la serie de reyes españoles, que Carlos III hizo bajar, como ya se ha contado, con el fin de dotar a la construcción de un aire más clasicista.
La restauración de las fachadas en 1973, que repuso algunas esculturas, permitió apreciar el diseño trazado por Sachetti. En su día, el italiano dispuso catorce jarrones y ubicó en las esquinas, entre otras, las estatuas del tlatoani azteca Moctezuma II y del inca Atahualpa, obras de Juan Pascual de Mena y Domingo Martínez, respectivamente.

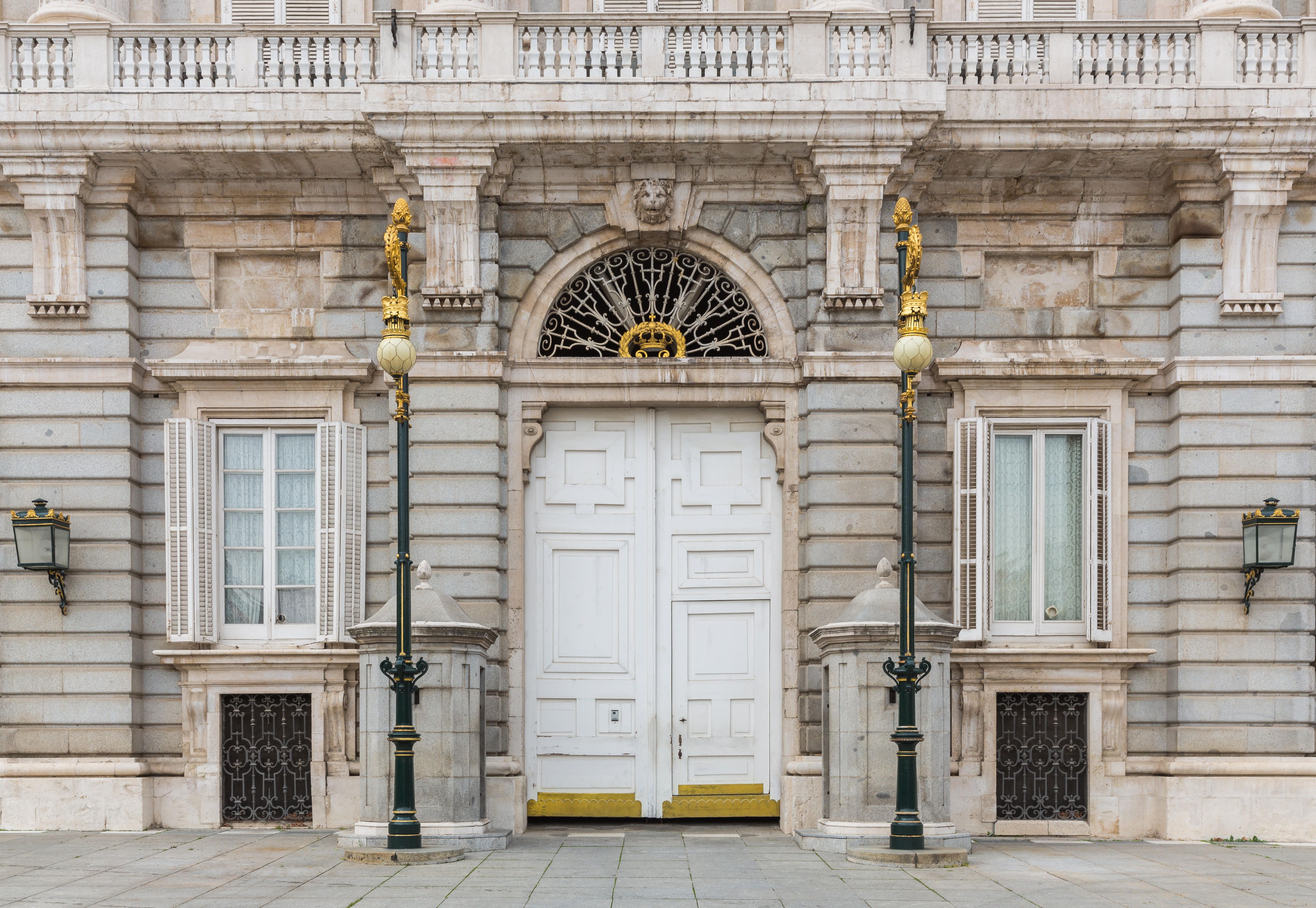
Detalle de la entrada este

La fachada meridional se distingue como principal por la presencia de un cuerpo central añadido sobre la balaustrada, llamado ático, en el que figuran las estatuas de Felipe V y su primera mujer María Luisa Gabriela de Saboya en los extremos, y las de Fernando VI y su esposa Bárbara de Braganza en el centro. Entre las esculturas situadas sobre los órdenes de columnas quedan tres paneles sobre el ático que originalmente representaban el Sol recorriendo el Zodiaco. Sin embargo, solo se conservan los dos paneles laterales, ya que el central fue desmantelado para instalar el actual reloj. El panel central con el sol en su zenit también acogía una alegoría a la monarquía española con un castillo en alto relieve y dos columnas de Hércules, un león exentos. Las columnas y el león fueron reutilizados por Isidro González Velázquez en la cabecera del Real Canal de Manzanares.
Los cuatro emperadores que flanqueaban originalmente la portada principal —Honorio, Teodosio, Arcadio y Trajano— fueron sustituidos por unas columnas toscanas que soportan una gran balconada, fruto de los cambios introducidos por Carlos III, y trasladados al interior del patio central, donde se encuentran actualmente.
Es muy destacable la intervención de Juan Domingo Olivieri y su taller, quienes labraron más de la mitad de las esculturas que ornaban el palacio en tiempos de Fernando VI. También fue autor de muchos motivos heráldicos, mascarones y otras figuras alegóricas, situadas en lugares menos destacados.

### Plaza de la Armería
En ella se encuentra la catedral de Santa María la Real de la Almudena, cuya construcción fue patrocinada por el rey Alfonso XII para albergar los restos de su esposa María de las Mercedes de Orleans. Las obras de edificación del templo comenzaron en 1878 y concluyeron en 1993. Esta plaza limita hacia el este con los Jardines de Lepanto en la plaza de Oriente.

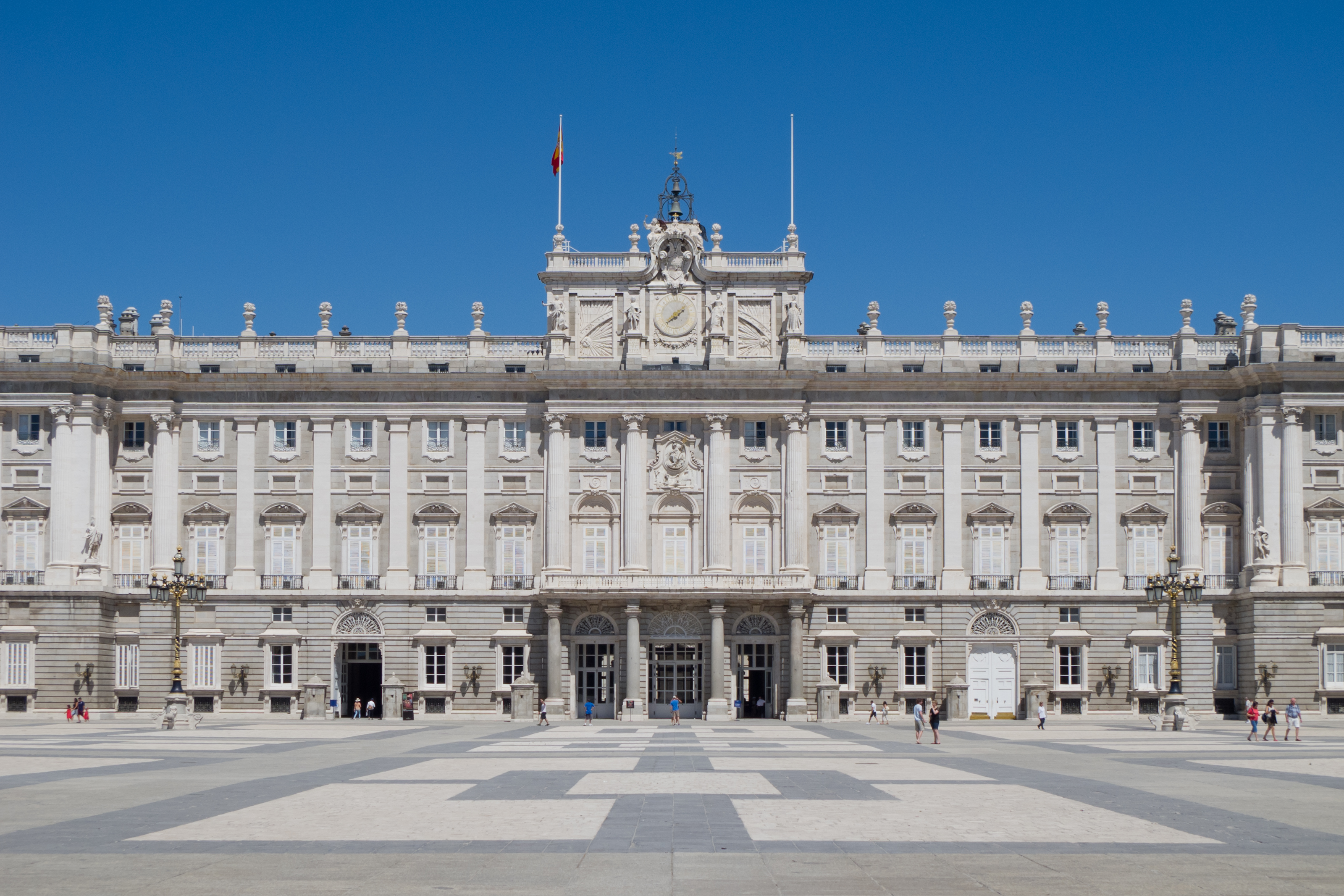
Fachada del palacio hacia la plaza de la Armería

Narciso Pascual Colomer, el mismo arquitecto que trazó la plaza de Oriente, diseñó el trazado de la plaza en 1879, aunque no llegó a realizarse. La ejecución se produjo finalmente en 1892, según un nuevo proyecto del arquitecto Enrique María Repullés.
Los antecedentes de esta plaza se remontan a 1553, año en que Felipe II ordenó levantar un edificio para alojar las caballerizas reales, reformado en 1670 por José del Olmo. La construcción sobrevivió hasta 1884, un incendio hizo imprescindible su derrumbe.
El solar que hoy ocupa la plaza de la Armería fue usado durante muchas décadas como anteplaza de armas. Sachetti intentó construir una catedral que rematara la cornisa del Manzanares, y Sabatini propuso unir dicho edificio con el Palacio Real, a fin de formar un solo bloque. Ambos proyectos fueron ignorados por Carlos III.
Ángel Fernández de los Ríos propuso en 1868 la creación de un gran espacio arbolado que recorrería todo el contorno de la plaza de Oriente, con el propósito de dar una mejor vista al Palacio Real. Una década más tarde Segundo de Lema añadió una escalinata al diseño original de Fernández, lo que desembocó en la idea de Francisco de Cubas para dar más importancia a la incipiente iglesia neogótica de la Almudena, cuya construcción historicista y clásica armoniza con el estilo del Palacio Real.

### Plaza de Oriente

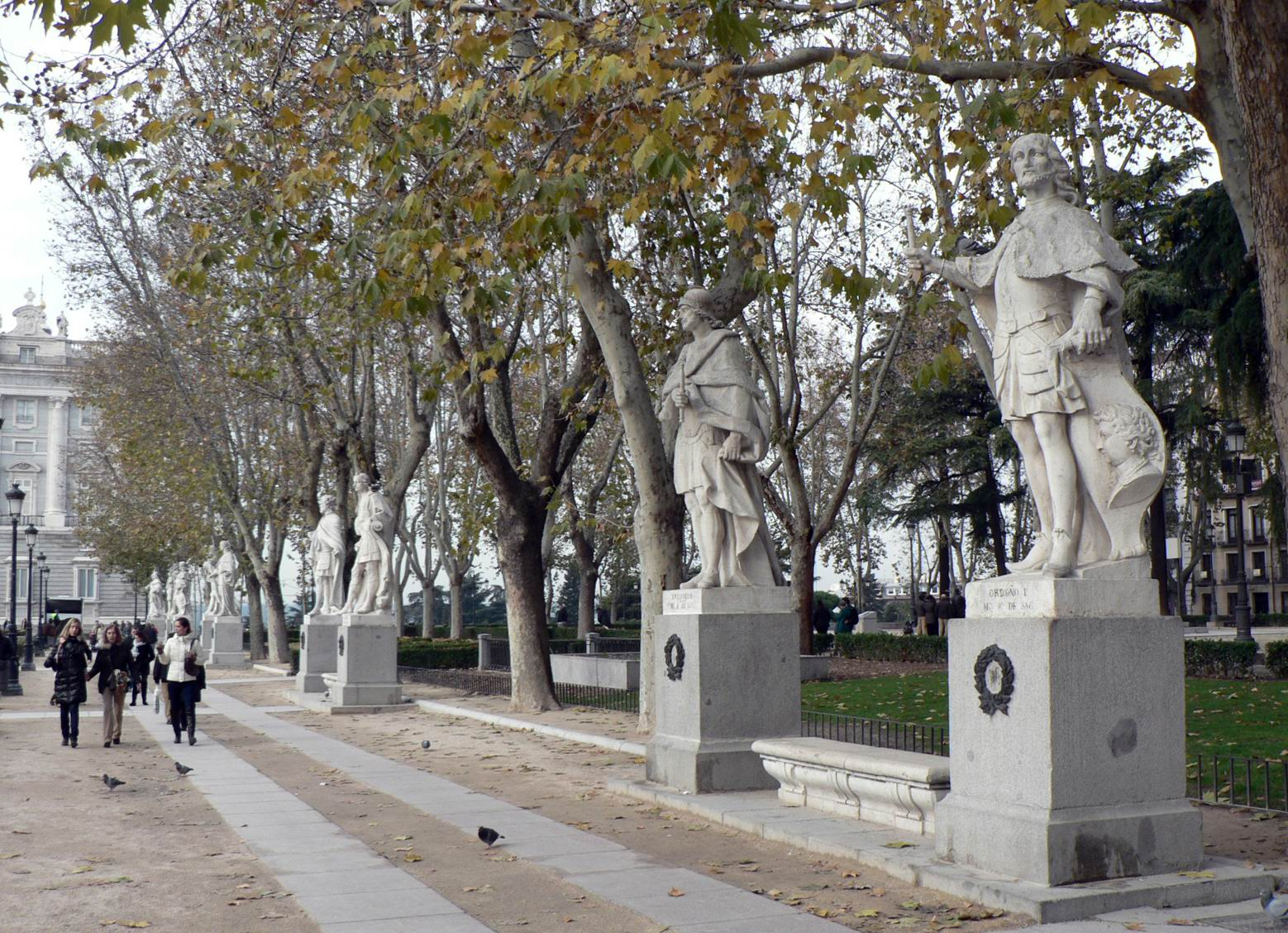
Lado norte de la plaza de Oriente

Se trata de una plaza rectangular de cabecera curvada, de carácter monumental, cuyo trazado definitivo responde a un diseño de 1844 de Narciso Pascual y Colomer. Uno de sus principales impulsores fue el rey José I Bonaparte, quien ordenó la demolición del caserío existente sobre su solar para abrir una gran avenida desde el palacio hasta la Puerta del Sol, precursora de operaciones urbanas como las que el Georges-Eugène Haussmann haría posteriormente en París. Esta avenida nunca se realizó, y el vacío dejado ante el palacio permitió esta nueva plaza.
La plaza de Oriente es de forma irregular, si bien su cabecera, situada al este, se cierra formando una curva, presidida por el Teatro Real. Pueden distinguirse tres grandes cuadrantes: los jardines centrales, los Jardines del Cabo Noval y los Jardines de Lepanto.
Los jardines centrales están dispuestos alrededor del monumento a Felipe IV, en forma de cuadrícula, siguiendo el modelo barroco de jardinería. Están conformados por siete parterres, poblados por setos de boj, formas de cipreses, tejos y magnolios de pequeño tamaño, así como por plantaciones florales, de carácter temporal. Se encuentran delimitados a ambos lados por sendas hileras de estatuas que actúan como línea de división de los otros dos cuadrantes.
La plaza alberga una colección escultórica de veinte reyes españoles, correspondientes a cinco visigodos y a quince monarcas de los primeros reinos cristianos de la Reconquista. Estas estatuas, realizadas en piedra caliza, se distribuyen en dos hileras, que surcan el recinto en dirección este-oeste, a ambos lados de los jardines centrales. Conocidas popularmente como los «reyes godos», marcan la línea de división entre el cuerpo central de la plaza y los Jardines del cabo Noval, al norte, y de Lepanto, al sur. El grupo de estatuas forma parte de la serie dedicada a todos los monarcas de España, mandada hacer para la decoración del Palacio Real de Madrid durante el reinado de Fernando VI. Se ejecutaron entre 1750 y 1753.

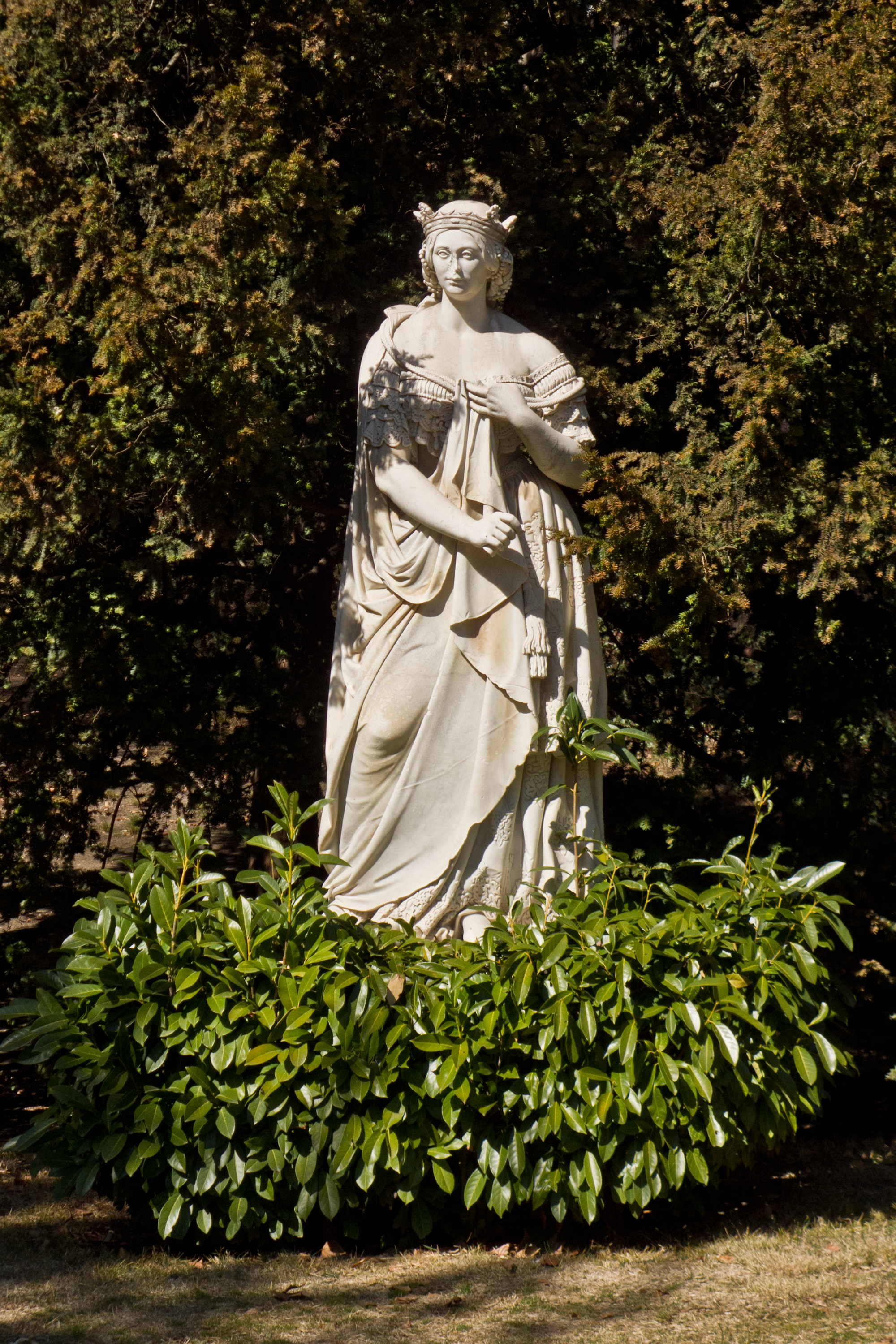
Isabel II esculpida por José Vilches (1862)

### Jardines del Campo del Moro
Estos jardines deben su nombre a que supuestamente en este lugar acamparon las tropas del caudillo musulmán Alí ibn Yúsuf en 1109 durante un intento de reconquista de la plaza de Madrid. Las primeras obras para acondicionar la zona se deben a Felipe IV, durante cuyo reinado se construyeron fuentes y se plantaron diferentes tipos de vegetación, aunque el aspecto general del lugar siguió bastante descuidado. Durante la construcción del nuevo palacio se realizaron diversos proyectos de ajardinamiento basados en los jardines del palacio de la Granja, pero no se llegó a realizar nada por la falta de fondos, no siendo hasta el reinado de Isabel II en que se comienza un ajardinamiento más serio. En esta época se diseña un gran parque de tipo romántico y se instalan fuentes traídas desde el palacio de Aranjuez. Con la caída de Isabel II los jardines sufren un periodo de abandono y descuido en el que se pierde una parte del diseño y no es hasta la regencia de María Cristina de Habsburgo-Lorena cuando se inician una serie de obras de recuperación, otorgándole el diseño actual, que sigue el trazado de los parques ingleses del siglo XIX.
A lo largo de su reinado, para conmemorar su onomástica el día de San Juan Bautista (24 de junio), el rey Juan Carlos celebraba una recepción en estos jardines.

### Jardines de Sabatini

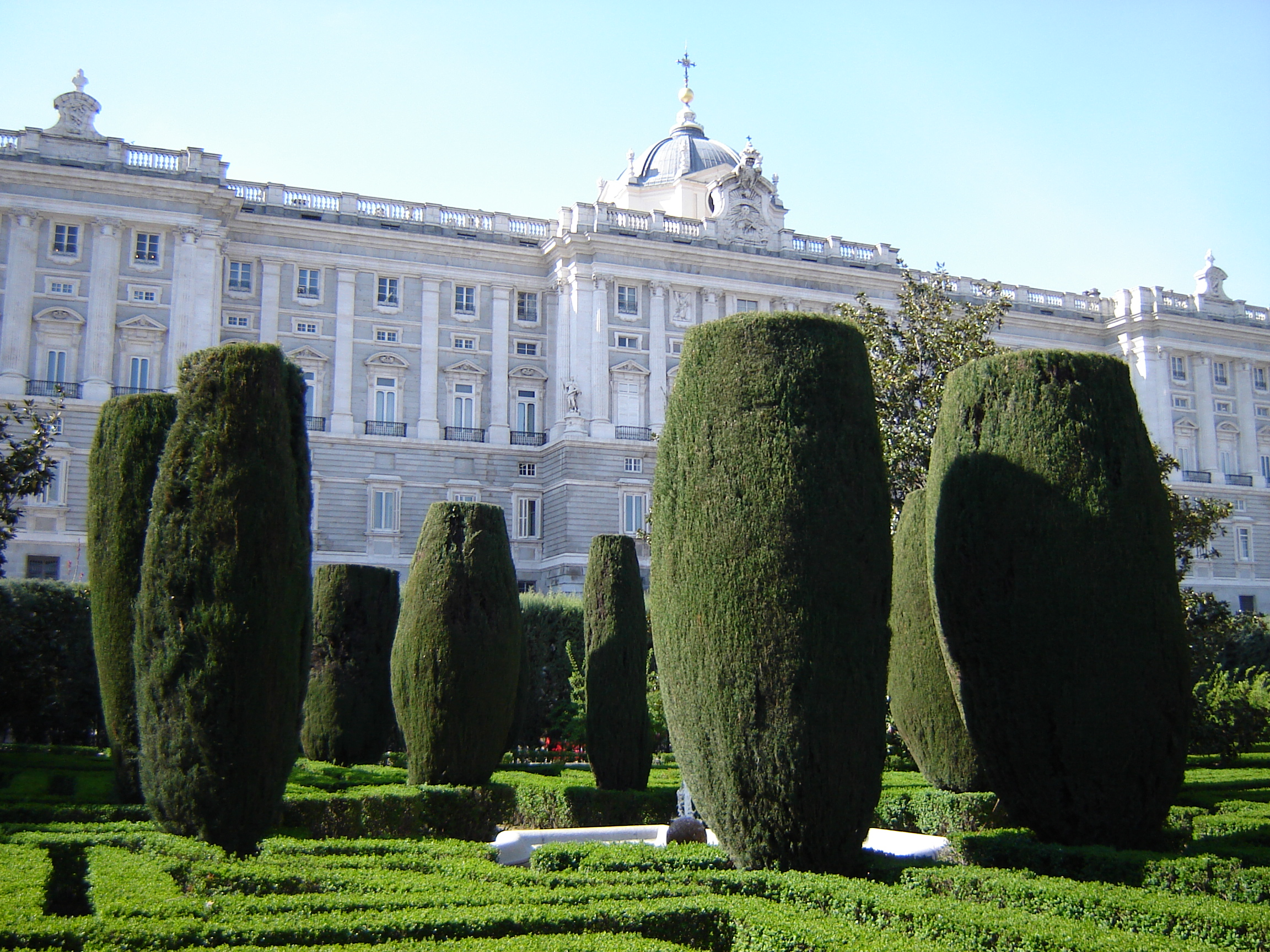
Vista general de los jardines de Sabatini

Situados en la parte norte, entre el Palacio Real, la calle de Bailén y la cuesta de San Vicente. De diseño francés, son unos jardines de carácter monumental, creados en los años treinta del siglo XX. Reciben la denominación de Sabatini debido a que en este lugar se ubicaron las caballerizas construidas por este arquitecto para servicio del Palacio. Estos jardines están adornados con un estanque a cuyo alrededor se sitúan algunas de las estatuas de los reyes españoles que en un principio estaban destinadas a coronar el Palacio Real. Situadas de modo geométrico entre sus paseos, se encuentran varias fuentes.
El gobierno republicano ordenó la incautación de diferentes bienes de la familia real española, entre ellos este, cediéndolo al Ayuntamiento de Madrid para poder levantar un parque público. El proyecto fue adjudicado al arquitecto zaragozano Fernando García Mercadal tras resultar ganador en el concurso convocado. En 1972 se reformaron los jardines, construyéndose las escaleras monumentales.

## Interior del palacio
El palacio tiene 3 plantas y 4 entreplantas.

### Planta baja

#### Real Biblioteca
La Real Biblioteca ocupa el ángulo noroeste del palacio desde la muerte de Fernando VII, al desear quedarse la reina viuda el ala de san Gil entera, donde estaba ubicada antes la Librería de Cámara real, y consta de dos plantas, amueblada la principal con librerías de caoba construidas hacia 1840. Alberga, en números muy aproximados o exactos, unas 300 000 obras impresas entre fondo antiguo y moderno, unos 5000 manuscritos (muchos son volúmenes facticios) con unas 33 700 piezas de texto manuscrito (solo en la colección Gondomar de cartas hay unas 18 000), 273 incunables, 3000 obras musicales incluyendo unos 120 cantorales, 7000 piezas de cartografía entre atlas, hojas sueltas y otros formatos, 15 000 piezas de material gráfico (grabados y dibujos), y otras tipologías de fondos librarios.

#### Real Botica
Durante el reinado de Felipe II la Real Farmacia se convirtió en un apéndice de la Casa Real, con la orden de abastecerla de medicamentos, función que continúa en nuestros días. La Real Farmacia existió como Museo de Farmacia desde 1964 hasta 2014, año en que se reorganizó el centro de visitantes del Palacio, ocupando salas del museo. Las salas de destilaciones y las dos salas adyacentes a la farmacia fueron reconstruidas tal y como eran durante los reinados de Alfonso XII y Alfonso XIII. Los frascos son anteriores y fueron realizados en las fábricas de la Granja y del Buen Retiro, existiendo también otros enseres fabricados en loza de Talavera en el siglo XVII.

#### Real Armería

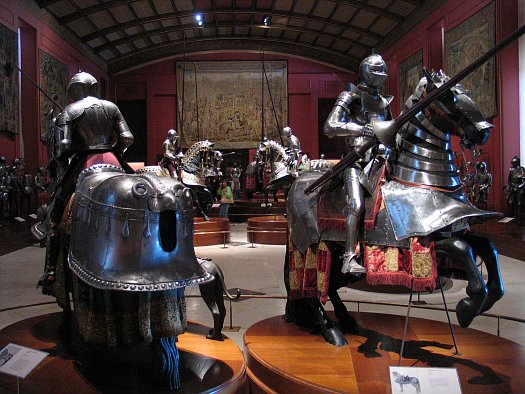
La Real Armería

Considerada, junto a la Imperial de Viena, como una de las mejores del mundo, está formada por piezas que van desde el siglo XV en adelante. Son de destacar las piezas de torneo realizadas para Carlos V y Felipe II por los principales maestros armeros de Milán y Augsburgo. Entre las piezas más llamativas sobresale la armadura y aperos completos que el emperador Carlos V empleó en la batalla de Mühlberg, y con los cuales fue retratado por Tiziano en el famoso retrato ecuestre del Museo del Prado. Una parte de la armería se perdió durante la guerra de la Independencia y durante la guerra civil española. Aun así, la armería conserva algunas de las piezas más importantes de este arte a nivel europeo y mundial, entre ellas varias firmadas por Filippo Negroli, uno de los artífices más afamados del gremio.

#### Archivo General de Palacio
El Archivo General de Palacio se creó en 1814 con el objeto de recoger, clasificar y conservar todos los documentos producidos por las distintas oficinas que se encargaban del gobierno y administración de la Real Casa y Patrimonio de la Corona de España.
Está ubicado bajo los arcos del lado oeste de la plaza de la Armería y recibe la documentación procedente de la Casa Real y de Patrimonio Nacional.

#### Reales cocinas
Abiertas al público en 2017, se construyeron como el resto del Palacio en 1737, siendo renovadas en 1861. Ocupan 2000 metros cuadrados, y ofrecen una exposición de 2625 objetos.

### Planta alta

#### Escalera principal

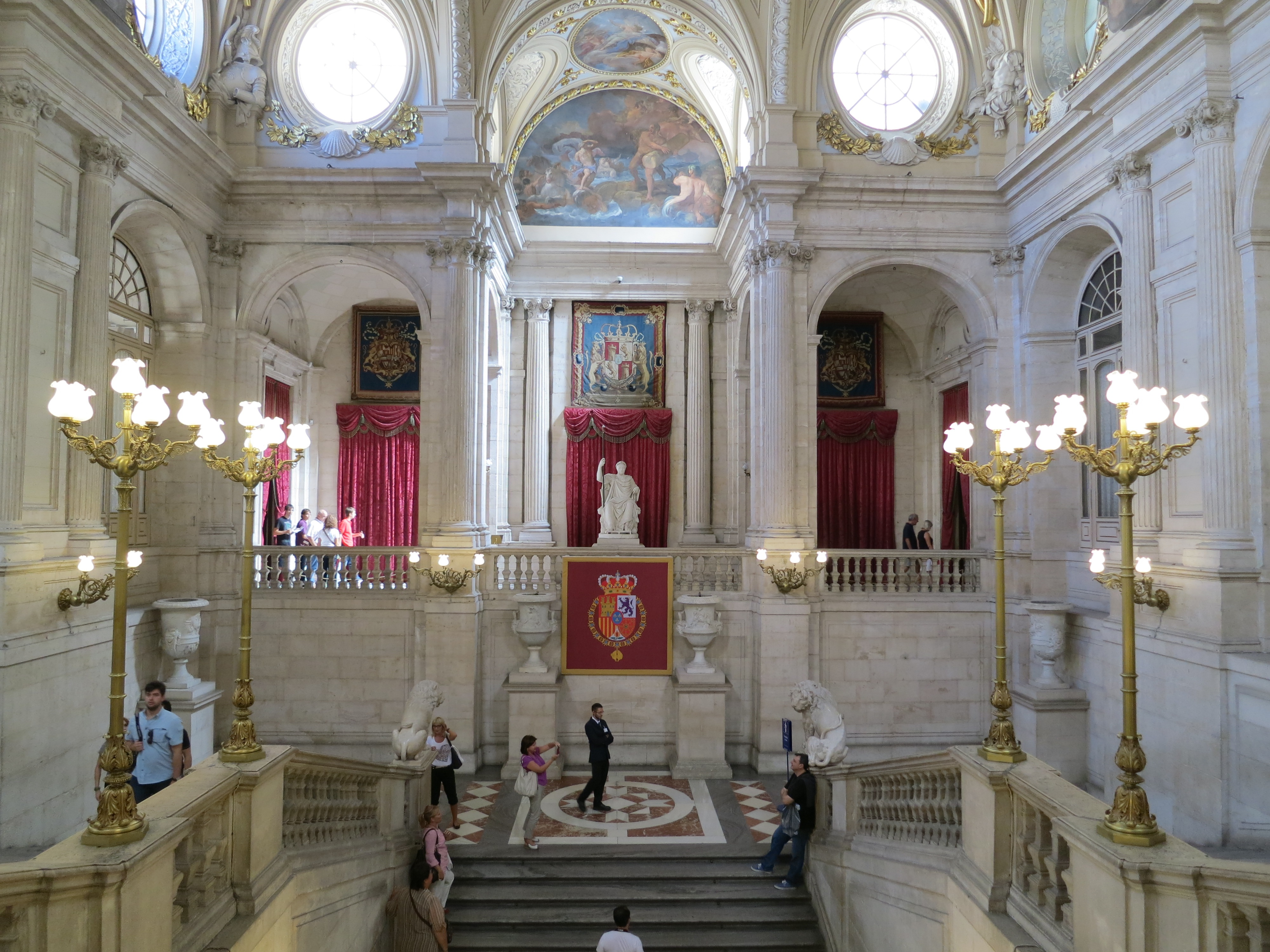
La escalera principal, decorada con frescos de Corrado Giaquinto

Esta escalera fue diseñada por Sabatini en 1760 y reformada durante los primeros años del gobierno de Carlos IV. Para su construcción se emplearon los mismos materiales que para otras estancias del recinto, como mármol y granito.
La decoración de la bóveda de lunetos con grandes óculos de iluminación es parte del programa iconográfico de exaltación de la Monarquía Española diseñado por Sachetti, y la realización de los frescos correspondió a Corrado Giaquinto. En ellos pintó alegorías que en conjunto, en el fresco de la bóveda principal representan el Triunfo de la Religión y de la Iglesia, en uno de los dos lunetos de sobrepuerta, la Victoria de España sobre la dominación sarracena, y en el otro, en frente, situado detrás de la estatua de Carlos IV, Hércules arrancando las Columnas de Gibraltar a pesar del poder de Neptuno. Sobre la cornisa se encuentran representaciones de las virtudes consideradas características del reinado de Fernando VI. Todas estas imágenes simbolizan la universalidad y los valores propios de la nación española, en una época en que era necesario reforzar el concepto de hispanidad.
Los leones que adornan el arranque de las balaustradas se deben a los escultores Felipe de Castro y Robert Michel, respectivamente. Sobre la hornacina de cerramiento que se halla en el arranque de la escalera está la estatua de Carlos IV vestido a la romana, obra de Robert Michel. En el paso de la escalera a los salones, se contemplan sendos bustos de Felipe V e Isabel Farnesio, obra de René Frémin.

#### Salón de Alabarderos
Fue concebido por Sachetti como salón de baile o comedor de gala, pero Carlos III lo convirtió en salón de los guardias que custodiaban el recinto. La decoración está basada en un escueto orden de pilastras toscanas y ramas de laurel hechas en estuco. Fue objeto de varias reformas, la primera de ellas en 1857, continuada en 1880.
Destaca en esta sala la pintura al fresco que adorna su bóveda. Giambattista Tiepolo fue el encargado de decorar la estancia, para lo que realizó varias pinturas de carácter mitológico: Eneas conducido al templo de la Inmortalidad por sus virtudes y victorias, Venus encomendando a Vulcano que forje las armas para Eneas, temas que parecen aludir a la función militar del espacio, pero también a la figura de Carlos III como guerrero victorioso y a su madre, Isabel de Farnesio, como reina prudente y protectora.
Un cuadro de gran tamaño, La familia de Juan Carlos I, obra del pintor contemporáneo Antonio López García, se ha incorporado a la decoración de este espacio recientemente.

#### Salón de Columnas
La estancia presenta un orden de pilastras lisas realzado con columnas adosadas de fuste estriado, coronadas por capiteles con la representación del Toisón de Oro, castillos y leones, iguales a los de las columnas de la escalera principal. La bóveda fue decorada por Sabatini en 1761, usando parejas de sátiros que sostienen medallones representativos de los cuatro elementos. Giaquinto fue el responsable de la decoración pictórica de la bóveda con el tema El nacimiento del sol, bajo el cual se puede ver El triunfo de Baco. Sobre la puerta de entrada desde el Salón de Alabarderos representó La majestad de la Corona española.
El salón se destinó a la celebración de bailes y banquetes hasta el reinado de Isabel II. Además, se celebraba durante el Jueves Santo el ceremonial del «Lavatorio y comida de pobres», durante el cual el rey y la reina, ante los grandes de España, ministros, cuerpo diplomático y jerarquía eclesiástica, daban de comer y lavaban los pies a veinticinco pobres. Actualmente, tienen lugar aquí los conciertos con los Stradivarius Palatinos.
El Salón de Columnas ha servido a lo largo de su historia como escenario de grandes acontecimientos de la Historia de España:
- 1878: como capilla ardiente de la reina María de las Mercedes de Orleáns
- 1885: como capilla ardiente del rey Alfonso XII
- 1975: como capilla ardiente de Francisco Franco
- 1985: ceremonia de la firma del Acta de Adhesión de España a las Comunidades Europeas
- 1991: Conferencia de Paz de Madrid
- 1992: II Cumbre Iberoamericana
- 1997: Cumbre de la OTAN
- 2014: ceremonia de la firma de la abdicación de Juan Carlos I.
- 2018: acto de imposición del collar de la insigne Orden del Toisón de Oro a la princesa de Asturias, Leonor.[60]

Hoy en día el Salón de Columnas es utilizado para recepciones con numerosos asistentes, como el vino de honor posterior a la Pascua Militar y a la recepción al cuerpo diplomático, además del encuentro de embajadores de España y la entrega de los Premios nacionales del deporte.

#### Cámara de Gasparini

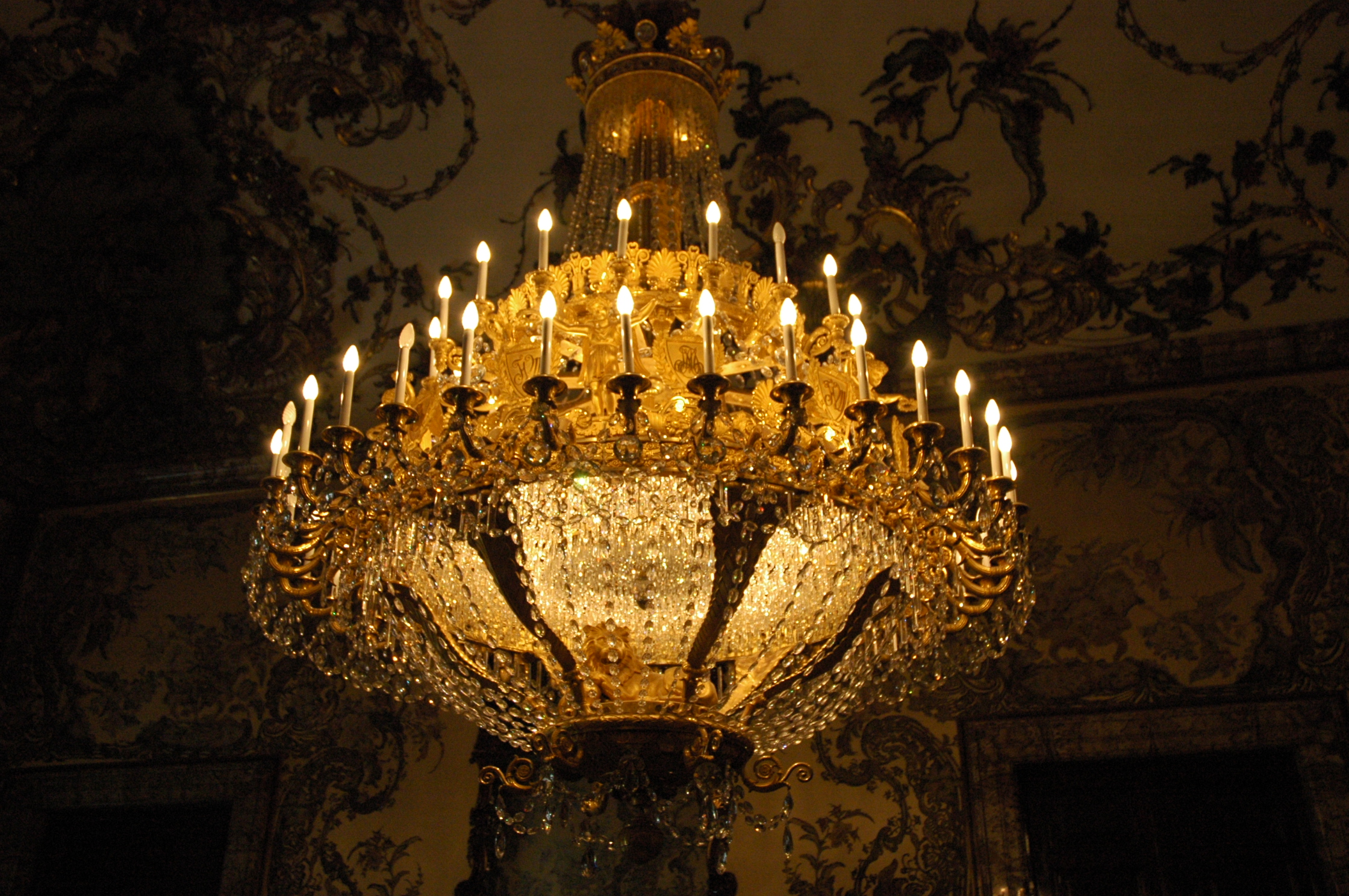
Lámpara de la Cámara de Gasparini

Su decoración data del reinado de Carlos III y está considerado uno de los más hermosos salones del palacio y ha llegado hasta nuestros días prácticamente sin ningún retoque. Por diferentes motivos se tardaron alrededor de cincuenta años en la conclusión del programa decorativo.
Era el lugar donde el rey se vestía en presencia de la Corte, según la costumbre de la época. Su decoración, realizada por Matías Gasparini, presenta grandes originalidades del tipo chinoiserie en estilo rococó. Los muebles, el suelo de mármol y el tapizado de las paredes se diseñaron como un conjunto. En fecha reciente, la seda de las paredes hubo de sustituirse por su mal estado, si bien sus bordados se cosieron laboriosamente sobre el nuevo tejido.
Cabe destacar el reloj situado sobre la chimenea, obra de Pierre Jaquet-Droz, con autómatas vestidos a la moda del siglo XVIII que bailan cuando, al dar las horas, un pastor sentado toca la flauta. En la esfera del reloj puede leerse: «Jaquet Droz A la Chaux de Fonds en Suisse».

#### Gabinete de Porcelana

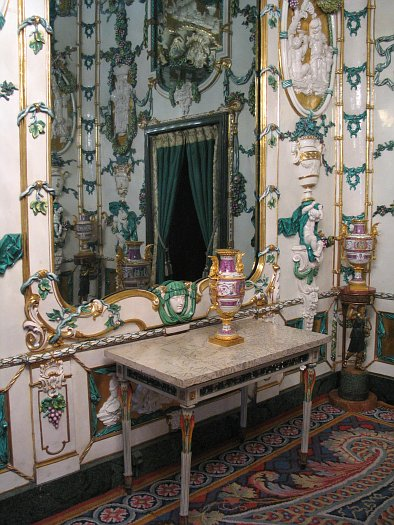
Aspecto de la Saleta de Porcelana

Fue decorado en época de Carlos III, influido por las construcciones similares que llevó a cabo como rey de Nápoles y Sicilia, especialmente en el Palacio Real de Portici. Para su construcción se colocaron bastidores donde habrían de sujetarse las placas de porcelana. El proyecto decorativo, de estilo tardobarroco clasicista, estuvo a cargo de Juan Bautista de la Torre y Genaro Boltri.
El pavimento de esta sala es uno de los más bellos elementos decorativos ideados por Gasparini. Está compuesto por una elegantísima taracea de mármoles de colores y en invierno se cubre con una alfombra de lana que simula los motivos representados por el mármol.

#### Comedor de Gala

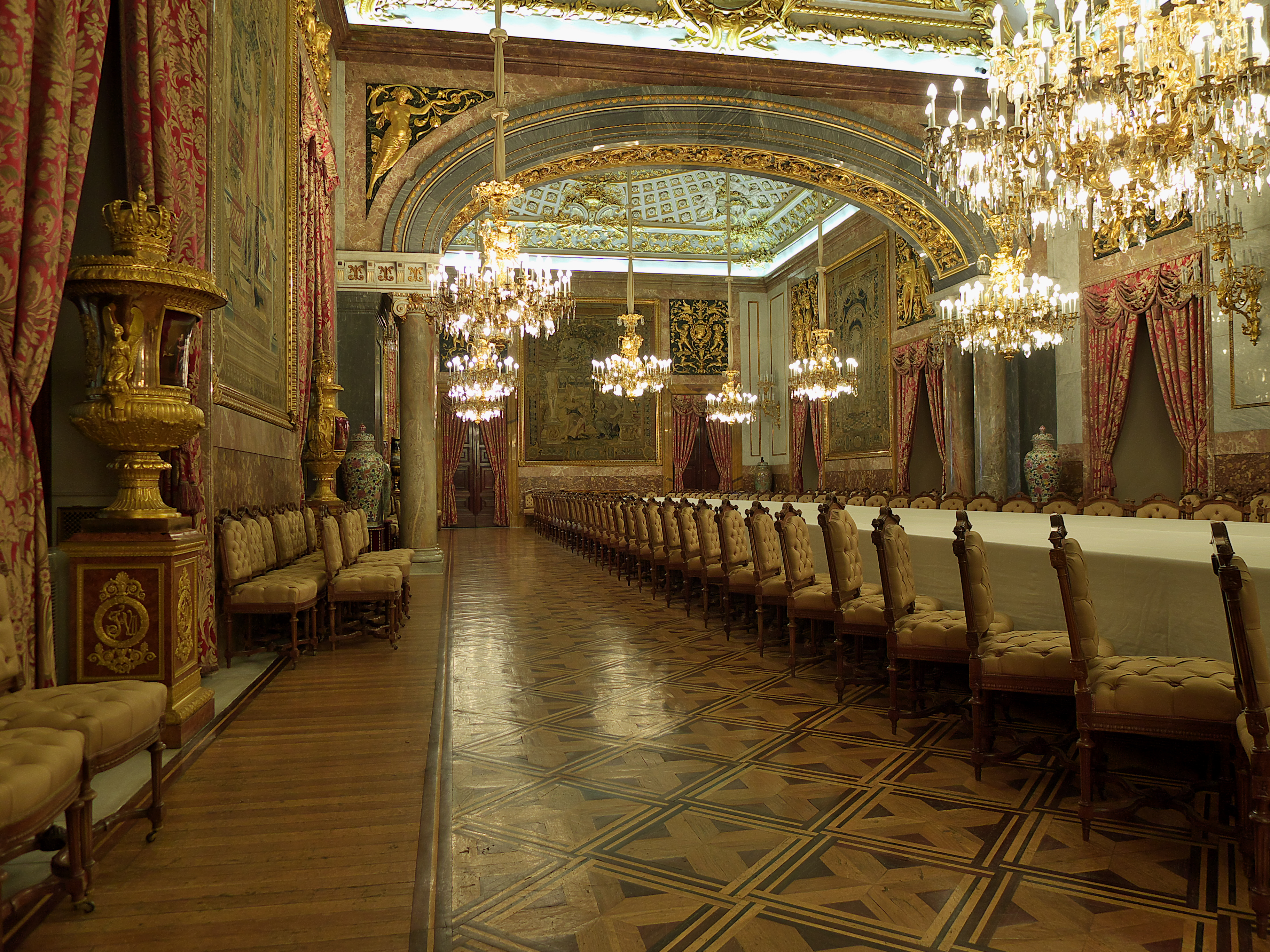
Comedor de Gala

Este impactante espacio está constituido a partir de tres salones del llamado Cuarto de la reina, por estar destinado a María Amalia de Sajonia, esposa de Carlos III, que no llegó a habitarlo, ya que falleció en 1760, cuatro años antes de ocuparse el Palacio. El rey Alfonso XII ordenó unir los tres salones para comedor en las solemnidades oficiales, y así, bajo las órdenes del arquitecto José Segundo de Lema, fue inaugurado en 1879, con el banquete de gala del segundo matrimonio del rey con María Cristina de Habsburgo-Lorena.
Las columnas en la decoración de las bóvedas son de mármol de Bagnères y la mayor parte de la ornamentación de bronce se realizó en París, incluyendo las quince arañas y los diez apliques, que en la actualidad incorporan tecnología led, favoreciendo la visibilidad sin dañar ninguna de las obras de arte que se exponen. La mesa admite hasta 144 comensales.
Los muros se adornan con tapices de la serie de Vertumno y Pomona, realizados por el maestro bruselés Willem Pannemaker (siglo XVI). Grandes tibores de porcelana china del siglo XVIII y seis grandes jarrones de bronce y porcelana de Sèvres (1826-1830) adornan los muros y los huecos de los balcones, respectivamente. Las bóvedas corresponden a las tres de los primitivos salones y fueron pintadas, la primera, por Mengs (La Aurora en su carro); la segunda, por Antonio González Velázquez (Cristóbal Colón ante los Reyes Católicos después del descubrimiento de América) y la tercera, por Francisco Bayeu (Rendición de Granada).

#### Salón de Espejos
Es un salón de estilo neoclásico que era usado como tocador por la reina María Luisa de Parma, esposa de Carlos IV, reinado durante el cual fue concebido y decorado. Se trata de uno de los salones más bellos del palacio. A ello contribuyen los zócalos de mármol rosado y los paramentos de las paredes, cubiertos de una fina ornamentación de estuco en la que predomina el blanco y el azul. Los grandes espejos que dan nombre al salón están guarnecidos en oro y azul, coronados por estucos blancos sobre fondo azul y rodeados con decoración de motivos vegetales.
Cabe destacar el velador central, de caoba y bronce dorado, realizado por Thomire en 1788. En tiempos de Alfonso XIII esta sala era utilizada como salón de música. La estancia también contiene una estatua en mármol que representa a la infanta María Cristina de Borbón y Battenberg, hija de Alfonso XIII, cuando era niña.

#### Salón del Trono
Este recinto es el único que no ha cambiado de función en toda su historia, desde que Sachetti lo concibió en 1737. Conserva toda su decoración original y se terminó en 1772.
Felice Gazzola, noble italiano, recibió el encargo de seleccionar a los artistas para la decoración de este salón. La bóveda, diseñada por Roberto Michel es, con seguridad, la más bella del Palacio, pues el efecto que produce la pintura y la escultura que la rodea alcanza un gran esplendor.

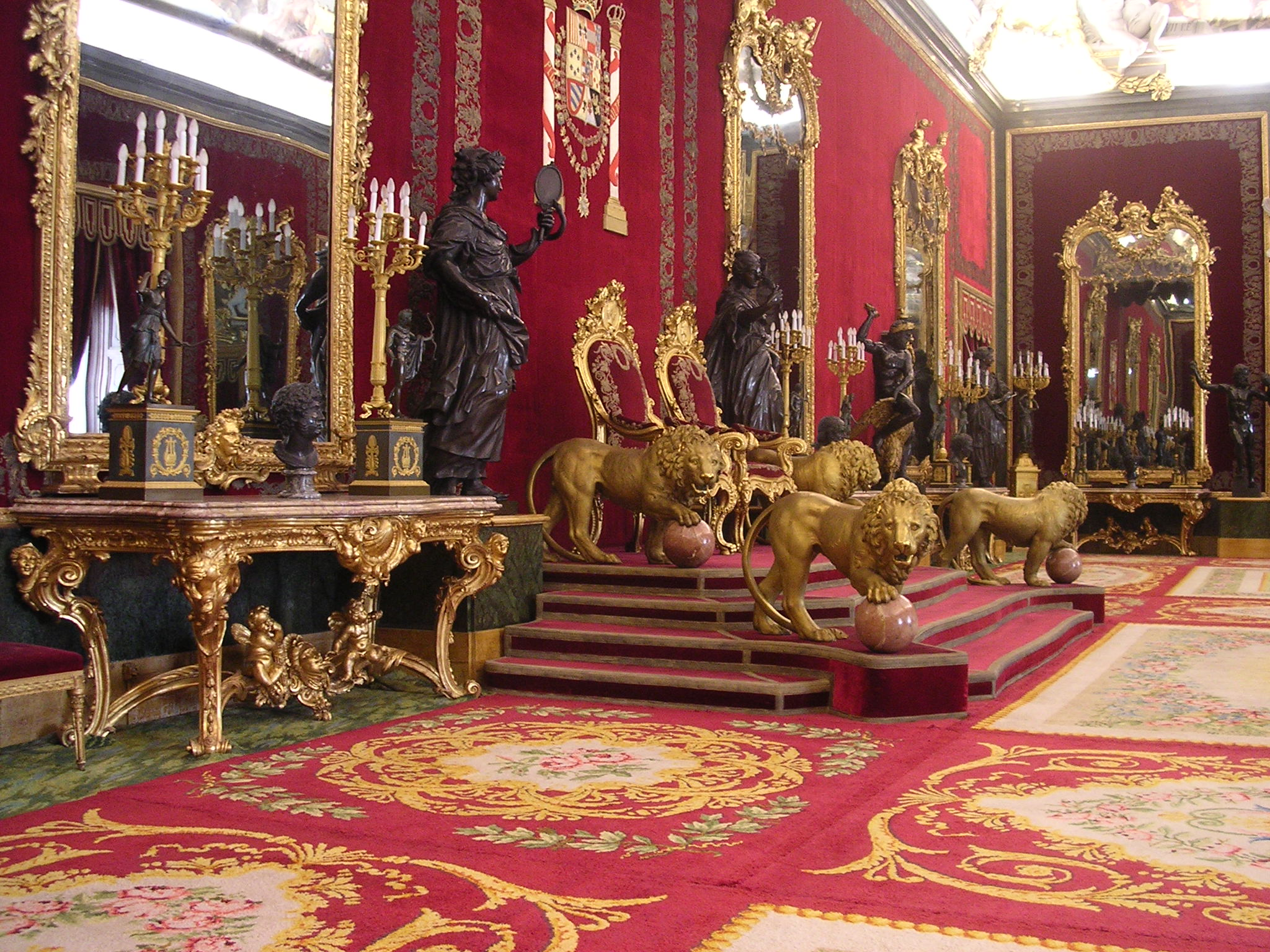
Salón del Trono. Las pinturas del techo son de Tiepolo, mientras que las paredes están forradas con terciopelo bordado con hilo de plata

El gran fresco pintado es una de las últimas obras de Giambattista Tiepolo, y representa La grandeza y el poder de la Monarquía Española. En el mismo se contempla al trono español custodiado por Apolo y Minerva, así como por representaciones de las Virtudes. En el lado contrario, unos amorcillos vuelan portando la insignia de la Orden del Toisón de Oro. La glorificación de la monarquía y del soberano reinante es el tema de todo el conjunto. Muy destacada es la zona del zócalo, donde, de forma realista y variada se muestran alegorías de las diversas regiones y posesiones españolas, con sus atributos característicos.
El resto de la decoración de la estancia se debe al piacentino Giovanni Battista Natali, quien se encargó tanto del diseño de los bordados como de la traza de las consolas y de los espejos, que forman parejas y son todos diferentes, aunque dentro del mismo estilo. Destaca el terciopelo de la colgadura, tejido en Génova, de color rojo carmesí bordado con hilos de plata sobredorada. La decoración de Natali, junto con las pinturas de Tiepolo, constituye una de las más altas cimas del rococó en España. Como en la Cámara de Gasparini, el tejido que tapiza las paredes es reciente, en sustitución del terciopelo original que se hallaba muy deteriorado, si bien se han transferido a él los bordados originales.
Las esculturas que hoy se pueden ver en esta sala pertenecen, en su mayoría, a la colección rescatada del Real Alcázar. Ello se debe al proyecto de la dinastía borbónica, que deseaba afirmarse como sucesora directa de la Casa de Austria. Destacan parte de las figuras de bronce de la serie conocida como Los planetas, obra del flamenco Jacques Jonghelinck, así como una serie de estatuas de Las virtudes cardinales, obra de René Frémin. Son destacables asimismo los relojes, obras de John Ellicott y Ferdinand Berthoud, y los leones de bronce dorado al fuego, obra de Matteo Bonarelli de Lucca, que flanquean el dosel con el trono real. Las arañas que iluminan la estancia son venecianas, de cristal de roca y plata. Tanto las esculturas representando Los planetas como los leones del trono fueron traídos de Italia por Velázquez, que en su calidad de aposentador real supervisaba directamente las decoraciones de los Reales Sitios.

#### Real Capilla

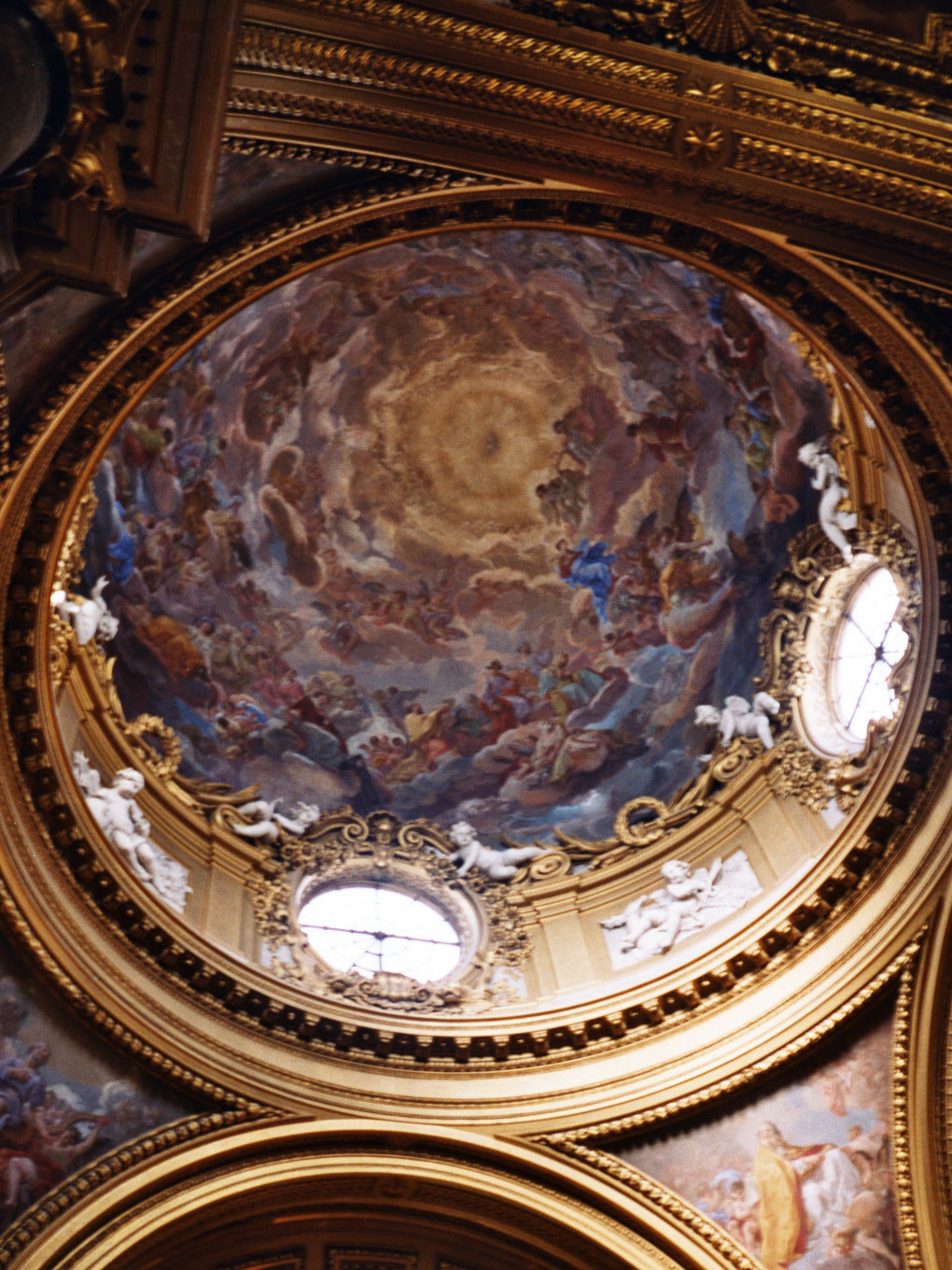
Cúpula central de la Real Capilla. Los frescos son obra de Corrado Giaquinto

Es uno de los puntos más interesantes desde el punto de vista arquitectónico de todo el Palacio. Situada en el centro del lado norte de la planta principal del palacio, tiene su acceso desde la galería que rodea el patio central. Sachetti realizó un primer proyecto, pero Fernando VI se decantó finalmente por el presentado en 1749 por Ventura Rodríguez, por entonces ayudante del primero. La capilla fue realizada entre 1750 y 1759. La planta es de tipo central o elíptica, estando coronada por una cúpula de media naranja. A cada uno de los ángulos que describen la planta, salvo el atrio, que presenta pilastras negras que imitan el mármol, se encuentra adosada una columna de mármol negro de Mañaria (Vizcaya), hasta un total de dieciséis, de una sola pieza. Estas columnas están coronadas con capiteles en estuco dorado. La distribución de la Capilla es clásica: al este se sitúa el altar mayor, de mármol; al norte el altar del Evangelio; al oeste el órgano y el atrio ocupa el lado sur. Los asientos reales se sitúan en el lado norte, próximo al altar mayor, que está a su derecha.
El pintor Corrado Giaquinto fue encomendado para diseñar y dirigir los trabajos de la decoración de la Real Capilla y él mismo pintó los frescos de la capilla y del atrio. Los ángeles del tambor fueron realizados por Felipe de Castro. Sobre el altar mayor hay un cuadro de Ramón Bayeu, San Miguel triunfando sobre los demonios, y en el altar del evangelio, el cuadro de La Anunciación, obra postrera de Mengs. El dosel y los sillones de los soberanos son de la época de Fernando VI y fueron realizados en raso blanco con bordados de plata y sedas de colores. El órgano, construido en 1778 por Jorge Bosch Bernat, está considerado como una auténtica obra maestra. Se conservan en la Capilla los restos de san Félix, el cual está representado en una figura de cera dentro de un sarcófago de cristal.
En tiempos recientes la Capilla Real ha sido utilizada para funerales de la familia real española, sirviendo como capilla ardiente en abril de 1993 para don Juan de Borbón, conde de Barcelona, y en enero de 2000 para María de las Mercedes de Borbón-Dos Sicilias, Condesa de Barcelona. En noviembre de 2000 se celebró un Te Deum en esta capilla para conmemorar el 25 aniversario de la proclamación de Juan Carlos I como rey de España.

#### Sala de la Corona

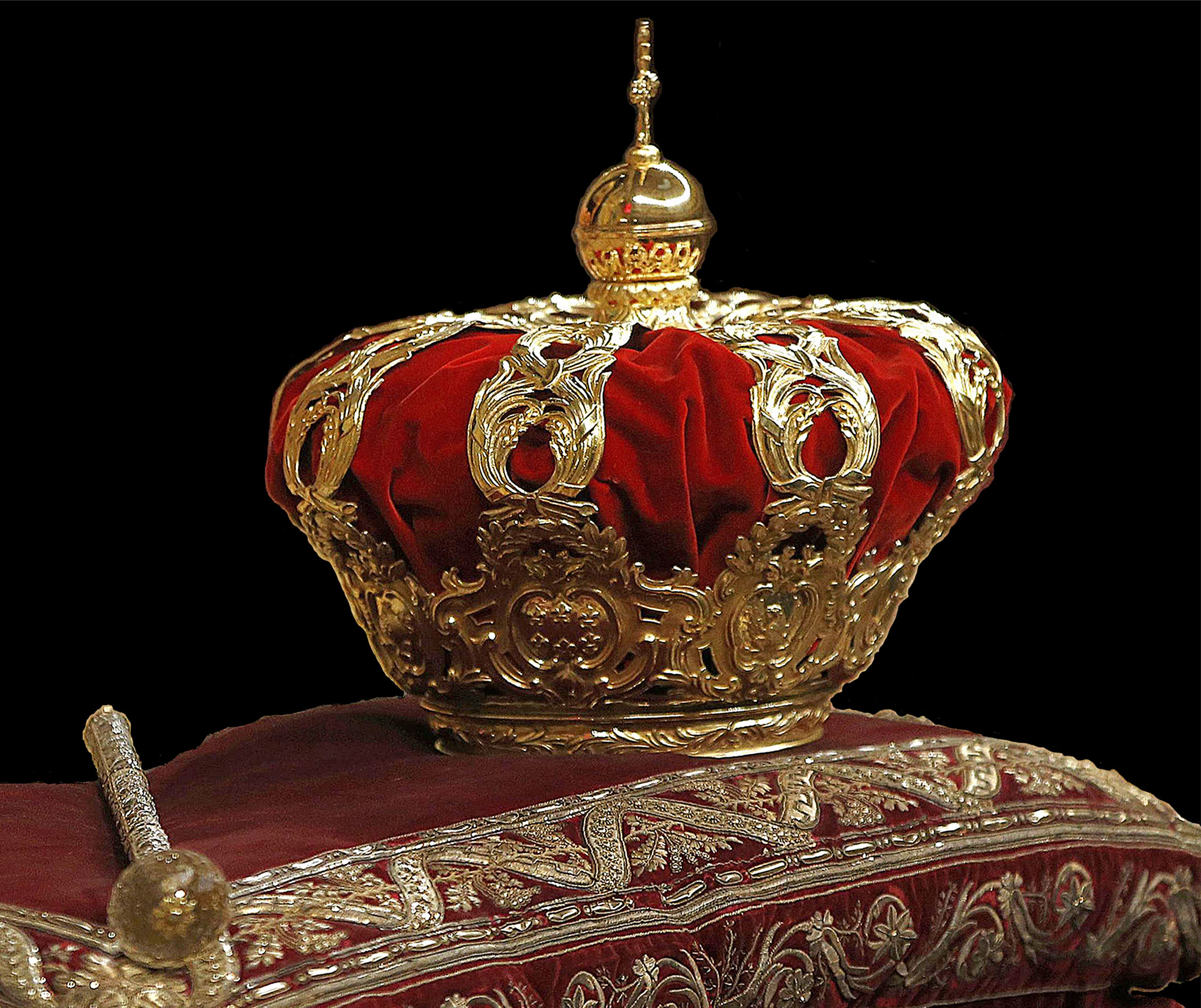
Corona tumular y cetro

Situada en la hasta ahora denominada Cámara de la Reina María Cristina, se trata de una pieza decorada con tapices representando las cuatro estaciones. Con motivo de la proclamación de Felipe VI como rey de España el 19 de junio de 2014, la sala se remodeló para albergar los símbolos de la monarquía constitucional.
Así, se exponen la corona y el cetro pertenecientes a las Colecciones Reales, que nunca se habían expuesto antes al público, mostrándose solamente en actos ceremoniales. La corona procede del reinado de Carlos III y está realizada en plata cincelada, repujada y sobredorada. El cetro data del reinado de Carlos II y está realizado en cristal de roca, filigrana de plata sobredorada, esmaltes y granates engastados. Ambos símbolos se han utilizado como emblema de la monarquía hispánica desde el reinado de Isabel II.
En esta sala también se expone un collar de la Orden del Toisón de Oro, la más alta condecoración que concede la Monarquía española. Realizada en plata sobredorada y oro, fundidos, cincelados y esmaltados, la pieza que se muestra procede del reinado de Isabel II, quien se la impuso a la imagen de la Virgen de Atocha en 1854.
El sillón original del Salón del trono del Palacio Real de Madrid es otra de las piezas incorporadas a la sala. Perteneciente al rey Carlos III, cuya efigie reproduce en su respaldo, ha servido de modelo para los tronos posteriores.
Asimismo, la Sala de la Corona muestra la denominada Mesa de las esfinges, de estilo Imperio y adquirida por Carlos IV en 1803; es una de las obras maestras del mobiliario en las Colecciones Reales. En ella, el rey Juan Carlos I sancionó la Ley Orgánica por la que se hacía efectiva su abdicación, el 18 de junio de 2014, cuyo texto también se exhibe; anteriormente había servido para firmar el ingreso de España en la CEE (actual UE).
Completa la sala un ejemplar del discurso de la proclamación del rey Felipe VI, firmado expresamente por él mismo.

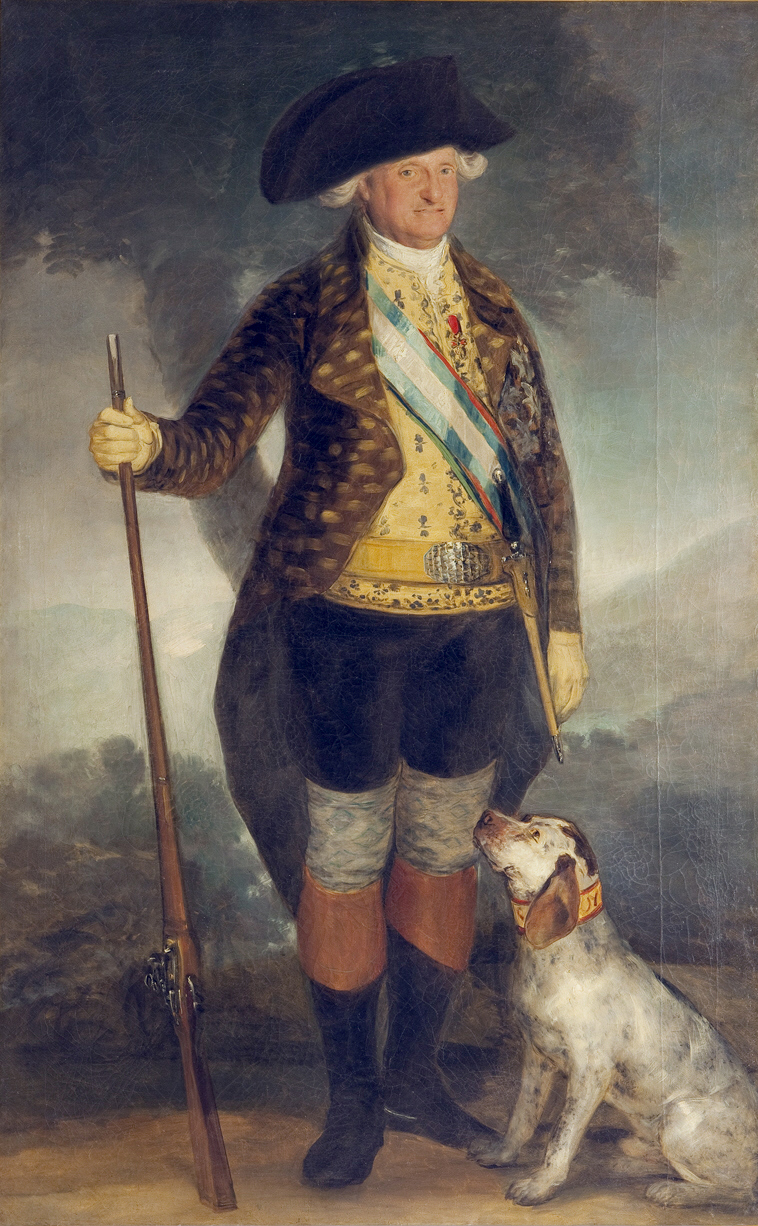
Carlos IV vestido de cazador (1799), por Goya, en la antecámara de la Reina

#### Antiguo Cuarto de la Reina
Con este nombre se denominan varias estancias construidas como aposentos para la reina Isabel de Farnesio, quien los habitó entre 1764 y 1766. Después sirvieron como habitaciones de la Infanta María Josefa y de la princesa de Asturias, María Antonia de Borbón-Dos Sicilias, esposa del futuro Fernando VII.
En la decoración de este cuarto destaca La aurora, último fresco de Mengs, y Los cuatro momentos del día, escena adornada por ángeles de estuco. En los primeros años del siglo XIX se encontraba aquí La familia de Carlos IV, obra de Francisco de Goya, junto con sus bocetos (El infante Carlos María Isidro, El infante Francisco de Paula, La infanta María Josefa, El infante Antonio Pascual y Luis, rey de Etruria). Esta decoración fue sustituida en 1818 por Fernando VII, que compró bellos tapices de estilo neoclásico y convirtió la estancia en el tocador de su esposa María Isabel de Braganza. La nueva reina inició un programa iconográfico que incluía escenas sobre la vida de san Hermenegildo y santa Isabel de Portugal, encargadas a Zacarías González Velázquez, Vicente López Portaña y al mismo Goya. Algunos años antes, bajo el patrocinio de Isabel de Farnesio, se había pintado una alegoría de Isabel la Católica y el famoso cuadro Colón ofreciendo el Nuevo Mundo a los Reyes Católicos, obra de Antonio González Velázquez.
La antigua Primera Antecámara de la Reina debe en su aspecto actual a José Segundo de Lema, que la convirtió en Sala Plateresca durante el reinado de Alfonso XII. La muerte del rey frustró el proyecto decorativo. Con Alfonso XIII comenzó a usarse este recinto como Sala de Cine y Sala de la Banda, por alojarse allí el grupo de músicos que tocaban en las celebraciones de Palacio. Este salón alberga un finísimo centro de mesa, hecho en París y regalado por el conde de Aranda a Carlos IV en 1786.
En la Segunda Antecámara de la Reina se ha guardado, desde tiempos de Carlos III, la colección de piezas de plata para uso cotidiano de la Familia Real, cuberterías y trofeos deportivos ganados por Alfonso XIII y su hijo, don Juan de Borbón.

#### Cuarto del Infante don Luis
Esta zona de Palacio ha sido ocupada muy brevemente a lo largo de su historia. Entre sus moradores se encuentran el infante Luis Antonio de Borbón y Farnesio (1764-1776), don Gabriel de Borbón (1785-1788), Luisa Fernanda de Borbón y Antonio de Orleans (1846-1848) y doña Isabel de Borbón y Borbón (1876-1901).

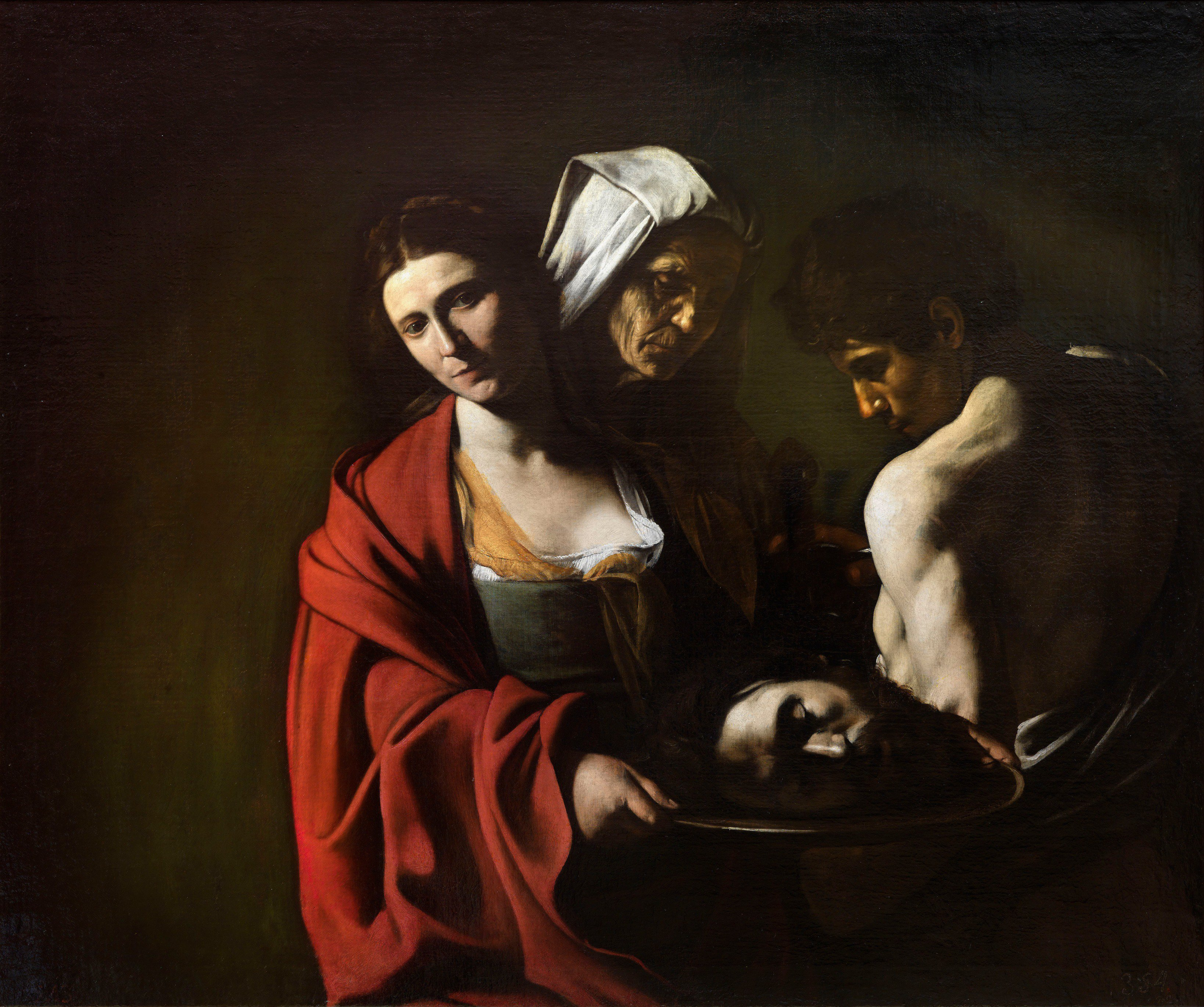
Salomé con la cabeza de Juan el Bautista (c. 1607), de Caravaggio

La Primera Antecámara de don Luis, hoy conocida como Salón de Vajillas, posee un hermoso fresco de Luis González Velázquez: La gloria y el poder español en las cuatro partes del mundo. Aquí se guardaba la vajilla usada en el servicio de los Príncipes de Asturias, regalada a Carlos IV por Augusto II de Polonia. Otras piezas proceden de Sèvres, encargadas por Fernando VII e Isabel II. También se conserva aquí la cristalería, donde destaca la colección del rey Francisco de Asís; una de las escasas piezas salidas de la Real Fábrica de Cristales de La Granja.
Cerca de allí se encuentra la Cámara del infante don Luis, que aloja la mejor obra de Francisco Bayeu en Palacio, realizada con su hermano Ramón: La Providencia presidiendo las Virtudes y las Facultades del hombre. En esta sala el infante organizaba audiciones de músicos, por lo que hoy en día sirve como Sala de Instrumentos Musicales. Un poco después se halla la Sala de Papel Pintado, llamada así por estar ornada con el papel de la Real Fábrica. Los motivos representados son, en su mayoría, mitológicos.
El Gabinete del Ángulo o Tocador Chinesco, el cuarto de la infanta Mariana Victoria y la Pieza de los Pájaros albergan la más grande colección de pintura de todo el Palacio Real. Se conservan obras de Juan de Flandes, Van der Weyden, El Bosco y Rubens. La bóveda del Gabinete de los Pájaros fue decorada por Domenico Tiepolo, quien para esta obra contó con la colaboración de su hermano Lorenzo, ejecutada con gran naturalismo. Sobre uno de los muros se exhibía Salomé con la cabeza del Bautista, obra de Caravaggio, ahora en la vecina Galería de las Colecciones Reales, espacio expositivo ubicado junto a la Catedral de la Almudena.

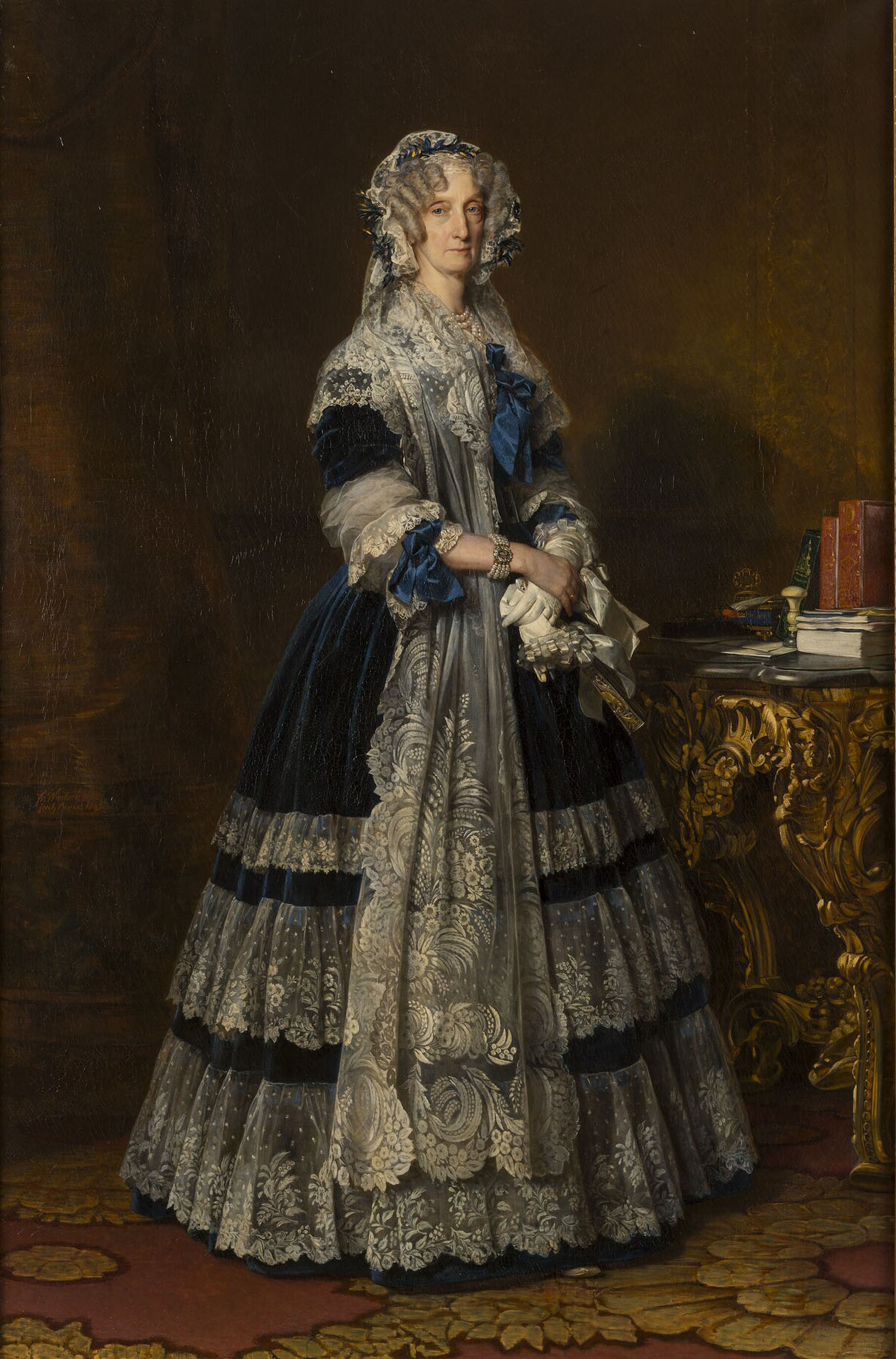
Retrato de María Amelia de Borbón-Dos Sicilias (c. 1842), de Winterhalter

#### Cuarto de la reina María Luisa
Se encuentra en la parte oriental de Palacio. En estas estancias habitó la reina María Luisa de Parma. Fernando VII e Isabel II convirtieron este espacio en salas para la recreación de la Familia Real, hasta que en 1907 fue rehabilitado por la reina madre María Cristina de Austria.
Esta sala fue decorada al gusto neoclásico, valiéndose de estucos y tapices. También aloja un templete dedicado a Apolo y las Musas y un retrato de Luis Felipe de Orleans y su esposa María Amelia de Borbón-Dos Sicilias, obra de Franz Xaver Winterhalter. Mariano Salvador Maella decoró la bóveda de la estancia con el fresco Las cuatro estaciones del año, ejecutado en 1769. Una serie de consolas, de mediados del siglo XVIII, y un conjunto de tapices sobre la guerra de Troya cierran la estancia.
La llegada de la reina María Cristina trajo consigo una importante reforma a esta sala. Se conservaron muchos de los adornos que en su día realizó la infanta María Josefa, quien decoró el salón a la «chinesca» con tela de Pekín en las paredes y un friso de porcelana. Sin embargo, gran parte del cuarto se acondicionó como residencia cotidiana de la Familia Real. Se colocaron aquí algunas obras de arte, como el Esopo velazqueño y dos medallones de los Bayeu.

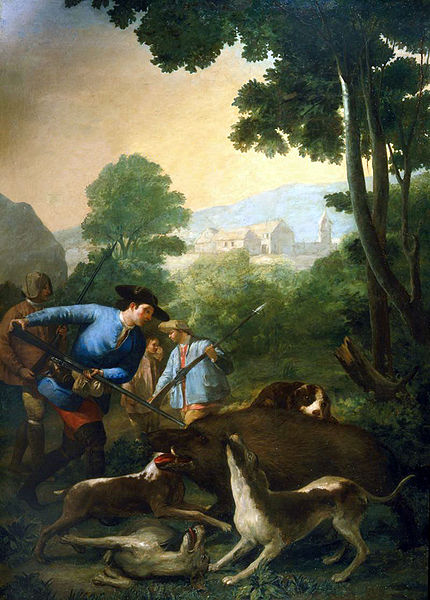
La caza del jabalí (1775), de Goya

Alfonso XII instaló una sala de billar, anteriormente ornamentada por un fresco de Maella que José Segundo de Lema ocultó en 1879 y que en 1993 fue recuperado, y una sala de fumar. Ambas estancias fueron construidas al estilo victoriano y con madera de nogal, en la línea de las reformas de Alfonso XII. Sin embargo, la Sala de fumar presenta algunos matices propios de la moda «parisina», muy común en la década de 1920.
Los Gabinetes de estucos y de maderas finas de la reina María Luisa han conservado, con algunas pequeñas excepciones, su decoración original. Fueron diseñados por Sabatini en 1791 inspirándose en diseños antiquizantes, quizá por influencia de las excavaciones de Pompeya y Herculano que se hacían en aquel tiempo. La ornamentación de ambas estancias corresponde a los estuquistas Domenico y Giuseppe Brilli.

#### Cuarto de Carlos IV
La mayoría de los salones ocupados por Carlos IV fueron perdiendo su función durante los reinados de Alfonso XII y Alfonso XIII, quienes emplearon tales estancias como lugares oficiales de recepción. El Salón de Tapices, por ejemplo, era usado para reuniones después de los banquetes, por lo que fue conocido como «Salón del Diván». Dicho espacio posee varios tapices tejidos en 1752 según cartones de Giaquinto, y en la bóveda el último fresco de Francisco Bayeu, La institución de las Órdenes de la Monarquía Española (1794).
A continuación se encuentra el Salón de armas, originalmente concebido como «pieza de vestir» del Príncipe de Asturias. Alfonso XII lo convirtió en una estancia totalmente decorada al gusto historicista.
La cámara de Carlos IV, ahora llamada Cámara Oficial, sigue el programa decorativo trazado para establecer la relación de Trajano y Adriano como precursores de la grandeza hispánica. Aquí cuelga una gran lámpara regalada a Isabel II en 1846 con motivo de su boda, y la decoración se completa con una gran alfombra de estilo neoclásico (1827). En esta sala es donde el rey recibe las cartas credenciales de los embajadores acreditados en España, y es también donde celebra sus audiencias militares.
La Antecámara oficial aloja uno de los frescos mejor logrados de Tiepolo, alusivo a Jasón, los argonautas y el Vellocino de Oro. Esta sala incluye también varios retratos de la familia real.

## Galería de las Colecciones Reales
El Palacio Real de Madrid custodia una gran y variada cantidad de colecciones artísticas de la más diversa índole, desde cuadros y esculturas hasta utensilios de la Real Farmacia. Debido a la falta de espacio, muchas de estas obras de arte permanecen almacenadas, por lo que se construyó entre la plaza de la Armería y la cercana Catedral de la Almudena, la Galería de las Colecciones Reales, un proyecto de los arquitectos Mansilla + Tuñón Arquitectos inaugurado en 2023. Dicho edificio, que es en parte subterráneo, alberga de manera rotatoria estas colecciones, las más significativas de las cuales son las siguientes:

### Stradivarius palatinos
En el Palacio se guarda el cuarteto de los Stradivarius Palatinos, un conjunto de instrumentos realizados por el famoso lutier Antonio Stradivari, compuesto por dos violines, una viola y un violonchelo, que debido a su ornamentación son denominados los Stradivarius decorados. Además, también se guarda otro violonchelo del mismo autor datado en 1700. Los instrumentos fueron adquiridos por Carlos IV en 1775.

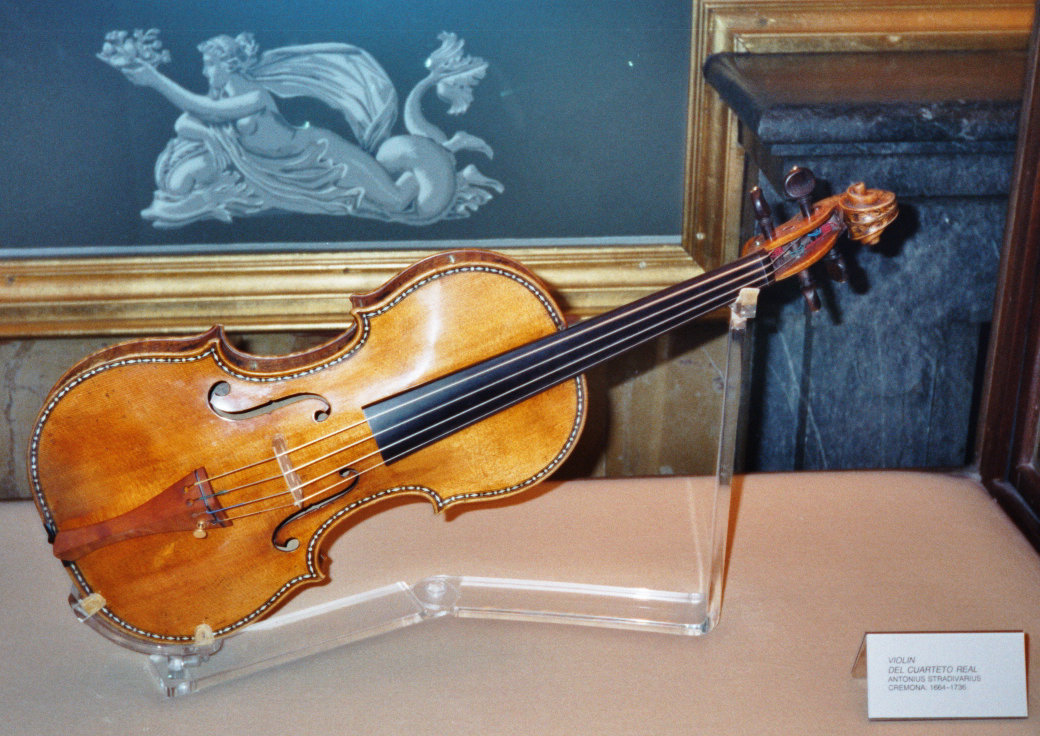
Un violín Stradivarius de la colección del palacio

### Pintura

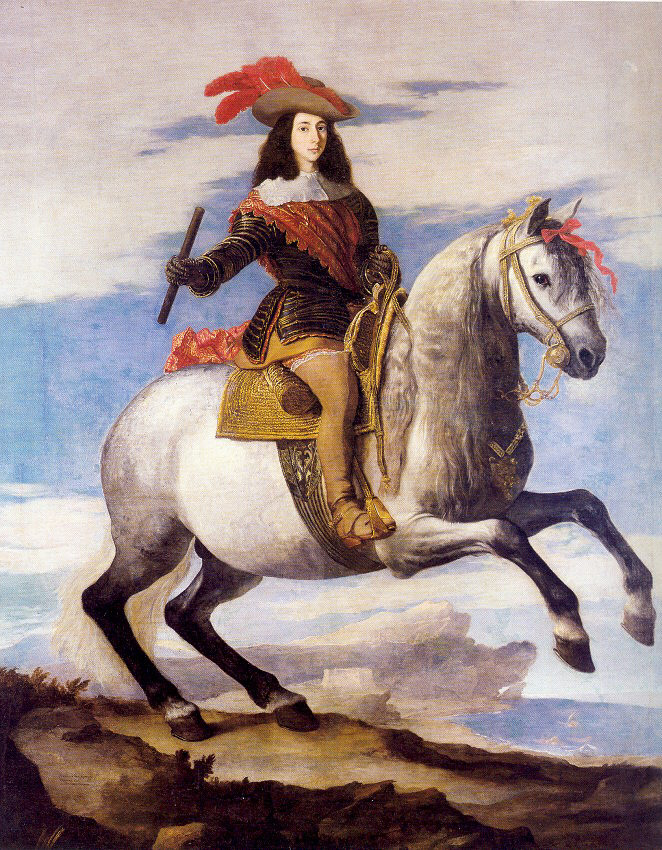
Juan José de Austria a caballo (1648), de José de Ribera

En el Palacio se conservan lo que podrían denominarse «restos» de la gran colección real, puesto que la mayor parte de sus fondos pasaron a formar parte del Museo del Prado en el siglo XIX. Aun así, la colección de pintura puede considerarse muy importante, abarcando múltiples géneros, escuelas y épocas.
Los pintores españoles que trabajaron para la corte constituyen uno de los núcleos principales de la colección. Destaca un grupo de obras de Goya, sobresaliendo un conjunto de cuatro cuadros representando a Carlos IV y su esposa María Luisa de Parma de cuerpo entero, con diversos atuendos; el Prado posee ejemplares de dos de ellos, pero son copias pintadas por Agustín Esteve. También se conserva del mismo autor una excepcional grisalla, Santa Isabel curando enfermos, y La caza del jabalí, un cuadro de género de su primera época. De Velázquez destacan una miniatura en cobre representando al conde-duque de Olivares, un raro bodegón de caza, original representación en trampantojo, así como el cuadro Caballo blanco, una de sus obras más conocidas y boceto para realizar sus retratos ecuestres. Ribera está representado por un excepcional retrato ecuestre, Juan José de Austria, que él mismo reprodujo en grabado. Son destacables también la selección de retratos del siglo XV y XVI, entre los que se encuentran ejemplos de Corneille de Lyon, el retrato de Felipe el Bueno creído original de Van der Weyden, el de Isabel la Católica de Juan de Flandes, y el de «el Hombre de la perla», de Michel Sittow. De estos dos últimos autores también es el políptico que perteneció a la reina Isabel la Católica. Watteau, figura clave del rococó francés, cuenta con dos pinturas, de las pocas suyas existentes en España: Lección de canto y Tímido enamorado. Es excepcional también el óleo Salomé con la cabeza de Juan el Bautista pintado por Caravaggio al final de su vida.
Otros autores mencionados en los inventarios son Luis de Morales, Juan de Juanes, Juan Pantoja de la Cruz, Jacopo Bassano, Luca Giordano, Rubens, David Teniers el Joven, Michel-Ange Houasse, Tiepolo, Luis Paret, Mengs (del cual se ha recuperado recientemente una Inmaculada Concepción sustraída por el mariscal Soult durante las invasiones napoleónicas), Luis Meléndez, Francisco de Paula Van Halen o Sorolla. Retratistas de la corte borbónica, como Louis-Michel van Loo y Franz Xaver Winterhalter cuentan también con una lógica presencia. Las obras están distribuidas por los salones y en una zona habilitada como museo de pintura, aunque es previsible que al menos en parte sean expuestas rotatoriamente en la nueva Galería de las Colecciones Reales.
No hay que olvidar dentro del capítulo pictórico, el magnífico ciclo de frescos que decoran las bóvedas del edificio. Intervinieron en su decoración algunos de los artistas más destacados de la época de su construcción, como Giovanni Battista Tiepolo, Mengs, Francisco Bayeu, Corrado Giaquinto o Mariano Salvador Maella.

### Escultura
En el Palacio Real las series de escultura son de importancia menor que la de la colección de pintura, pero la serie del siglo XVII procedente del anterior alcázar es de un carácter excepcional. Los principales escultores representados son Gian Lorenzo Bernini, Antoine Coysevox, Agustín Querol y Mariano Benlliure. Sobresale la serie de Los planetas, repartida en el Salón del Trono y el Salón de Columnas.

### Mobiliario

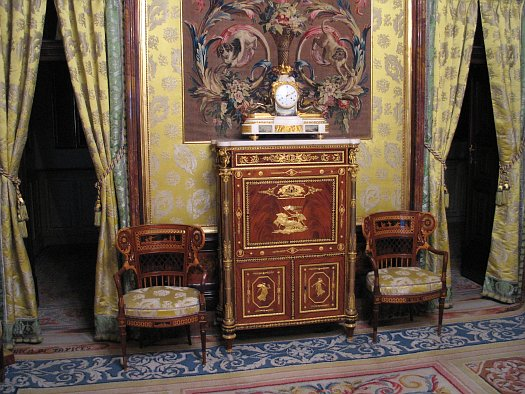
Decoración en estilo imperio, en la Saleta Amarilla

El gran valor del mobiliario del palacio reside en su autenticidad, pues la mayoría de los muebles corresponden a la época de construcción del palacio y reinados sucesivos, que se muestran en una serie ininterrumpida de estilos rococó, neoclásico, imperio e isabelino. Algunas de las series más importantes de muebles se encuentran en los salones de Gasparini, Trono y Espejos. Cabe destacar la «Mesa de las esfinges», de estilo imperio, situada en el Salón de la Corona, sobre la que se firmaron el tratado de ingreso de España en la Unión Europea y la abdicación del rey Juan Carlos I.

### Relojes
Considerada la mayor y mejor colección de relojes de España, también es una de las principales del mundo. La importancia de la colección radica sobre todo en los relojes de época rococó construidos para Fernando VI por el relojero suizo Jaquet-Droz. El reloj denominado El Calvario, del siglo XVII y construido en Núremberg, es el más antiguo, mientras que la existencia de un gran número de relojes de época imperio se debe a la afición por estos instrumentos por parte de Carlos IV. También es de destacar, por la riqueza de materiales usados para su elaboración, como oro, plata o marfil, un reloj regalo del presidente de Perú al rey Alfonso XIII en 1906, construido en 1878.

### Porcelanas
La colección de porcelanas abarca diversas épocas, estilos y procedencias, aunque las más valiosas son los restos de la vajilla de bodas de Carlos III y María Amalia de Sajonia. También posee piezas destacadas de la Manufacture nationale de Sèvres y El Buen Retiro. Destaca por su singularidad en este apartado la ya descrita Saleta de Porcelana, revestida totalmente con placas de este material, fabricadas por la citada Real Fábrica del Buen Retiro.

### Tapices
Considerada la principal colección del mundo después de la de palacio del Quirinal en Roma, la colección de tapices se compone fundamentalmente de paños fabricados en Bruselas en el siglo XVI y en la Real Fábrica de Tapices de Madrid, ya en el siglo XVIII, sobre cartones de Francisco de Goya. Son de destacar los tapices que se encuentran cubriendo las paredes del comedor de gala.

### Orfebrería
A diferencia de otras casas reales europeas, los monarcas españoles no tuvieron joyas vinculadas a la Corona, sino que las mismas fueron repartiéndose en herencias y dispersándose asimismo como consecuencia de guerras y exilios, tal como fue el caso de la perla Peregrina y el diamante El Estanque. Aun así, se conservan en el palacio muestras muy importantes de orfebrería y platería. Las piezas más antiguas corresponden a una parte del Tesoro de Guarrazar, de autoría visigoda, que originariamente fue un regalo a la reina Isabel II. De época de esta reina es también el conjunto de las alhajas de la Virgen de Atocha, coronas cuajadas de brillantes y topacios de gran tamaño. Destacan asimismo una arqueta que perteneció a la infanta Isabel Clara Eugenia (siglo XVI), delicado trabajo renacentista decorado con entalles y camafeos, y un relieve en plata de Alessandro Algardi, San León deteniendo a Atila, copia del conservado en la Basílica de San Pedro. Especial valor simbólico tienen la corona y cetro reales. La primera es de época barroca, realizada en plata sobredorada, mientras que el cetro es un magnífico trabajo renacentista, de manufactura bohemia, coronado por un orbe en cristal de roca; ambos se exhiben actualmente en la Sala de la Corona.